# Languedoc (AOC)
Pour les articles homonymes, voir Languedoc (homonymie).
Pour les articles ayant des titres homophones, voir Langue d'oc.
Le languedoc est un vin d'appellation d'origine contrôlée produit en Languedoc-Roussillon, sur une grande partie des départements de l'Hérault, de l'Aude et des Pyrénées-Orientales, plus quelques communes du Gard.
Il s'agit d'une appellation régionale, couvrant la presque totalité du vignoble du Languedoc-Roussillon. Cette appellation remplace celle des coteaux-du-languedoc (datant de 1985) depuis 2007. À titre dérogatoire, l'appellation coteaux-du-languedoc peut être utilisée jusqu'en 2017[réf. nécessaire].
Le nom de l'appellation peut être complété par la mention « primeur » ou « nouveau », ainsi que par une des dénominations géographiques suivantes : cabrières, grés-de-montpellier (devenue une appellation en mai 2024), la-méjanelle, montpeyroux, pézenas, quatourze, saint-christol, saint-drézéry, saint-georges-d'orques, saint-saturnin et sommières.

## Histoire

### Périodes antique, médiévale et moderne
La viticulture languedocienne remonte à l'Antiquité, elle est introduite par les colons grecs (à partir d'Agde, un des comptoirs de Massalia) mais se développe réellement à partir de la conquête de toute la région par les Romains (l'unifiant sous le nom de province de Gaule narbonnaise).
Au Moyen Âge, le développement du monachisme bénédictin entraîne la plantation de quelques vignes sur les coteaux, notamment après la fondation de l'abbaye Saint-Sauveur d'Aniane par Benoît au VIIIe siècle et de celle de Gellone (à Saint-Guilhem-le-Désert) par Guilhem au IXe siècle.
S'y rajoute l'abbaye de Valmagne (à Villeveyrac) fondée par Raimond Trencavel au XIIe siècle, d'abord bénédictine puis cistercienne.
Le vignoble se développe en plaine pendant l'époque moderne (du XVIe siècle jusqu'à la Révolution française), sous forme d'une part de très petites propriétés destinées à l'auto-consommation, et d'autre part de grandes propriétés latifundiaires, pratiquant la polyculture méditerranéenne (blé, vigne, olivier et élevage ovin transhumant), envoyant leurs vins aux villes locales (Montpellier, Narbonne, etc. reliées par le canal du Midi) et à la flotte du Levant (à Marseille et surtout Toulon, par cabotage à partir du port de Cette).
Les vins produits sont de basse-qualité, d'où le développement de leur distillation pour faire de l'eau-de-vie dès le XVIIIe siècle (l'alambic est une invention des médecins musulmans, diffusée par l'Université de Montpellier), dans le but de rendre le produit plus léger et d'améliorer sa durée de conservation (ce qui permet son transport sur de grandes distances).

### Période contemporaine

#### XIXesiècle
Les vins languedociens ne sont presque pas commercialisés dans le nord de la France jusqu'au milieu du XIXe siècle, à cause des difficultés du trajet (seuls les vins chers sont rentables à transporter). Seuls les vins très sucrés et alcoolisés (muscats et grenaches) ainsi que les eaux-de-vie,, arrivent jusqu'à Paris.
La Révolution industrielle change la donne, grâce à la construction des lignes de chemin de fer. Après une première liaison entre Montpellier et Sète en 1838, puis entre Montpellier et Nîmes en 1845, il faut attendre 1855 pour que la vallée du Rhône soit équipée et permette la connexion au réseau centré sur Paris selon l'Étoile de Legrand. Béziers et Narbonne sont connectées en 1857, Perpignan l'est en 1858. La Troisième République poursuit l'extension du réseau en raccordant les petites villes. Ces infrastructures ont comme conséquence de rendre beaucoup moins cher le transport du vin, par wagon-foudre, ce qui va permettre un développement considérable et très rapide du vignoble languedocien. En 1851, l'Hérault est déjà le premier département français en termes de superficie plantée (avec 117 597 hectares de vignes), devant la Charente-Inférieure et la Gironde, très loin devant le Gard (63 875 hectares), l'Aude (52 817 hectares) et les Pyrénées-Orientales (35 403 hectares, loin des marchés du nord de la France). Le vignoble du Languedoc-Roussillon, appelé alors le vignoble du Midi, produit en quantités industrielles un vin de basse-qualité destiné à être vendu à bas prix aux ouvriers, mineurs et petits employés du nord de la France qui ont désormais les moyens d'en acheter. Ce vin passait par le négoce, entrant souvent dans de multiples assemblages avec ceux venant d'autres régions, parfois il était coupé avec des vins plus foncés et alcoolisés, notamment celui produit en Algérie. La plaine du Languedoc pratique désormais la monoculture, les vignes s'étendant toujours plus loin, notamment vers l'Aude.
En 1851 l'oïdium (champignon se développant sur les feuilles) arrive d'Amérique, mais dès 1857 on découvre un remède chimique : l'aspersion de soufre sur les vignes. En 1867, débarque incognito à Sète, sur des pieds de vigne américains, un puceron minuscule : le Phylloxera vastatrix qui va détruire tout le vignoble en deux décennies. La parade est trouvée assez rapidement avec des porte-greffe d'origine américaine eux aussi et donc résistants au puceron. La replantation du vignoble se fait à grande vitesse, presque uniquement en plaine (les coteaux sont abandonnés car donnant des rendements trop faibles), avec les cépages fournissant les plus forts rendements, en irriguant les vignes, en utilisant des engrais et des machines, le tout avec une main d'œuvre immigrée bon marché. Après une courte période d'importations massives de vins espagnols, algériens et italiens, le vignoble du Languedoc reprend son rôle d'« usine à vin rouge » dès les deux dernières décennies du XIXe siècle. Une nouvelle maladie, le mildiou (encore un champignon américain) s'en prend au vignoble, mais il est contenu par l'emploi de produits chimiques (notamment la bouillie bordelaise, un pesticide employé à partir de 1885).

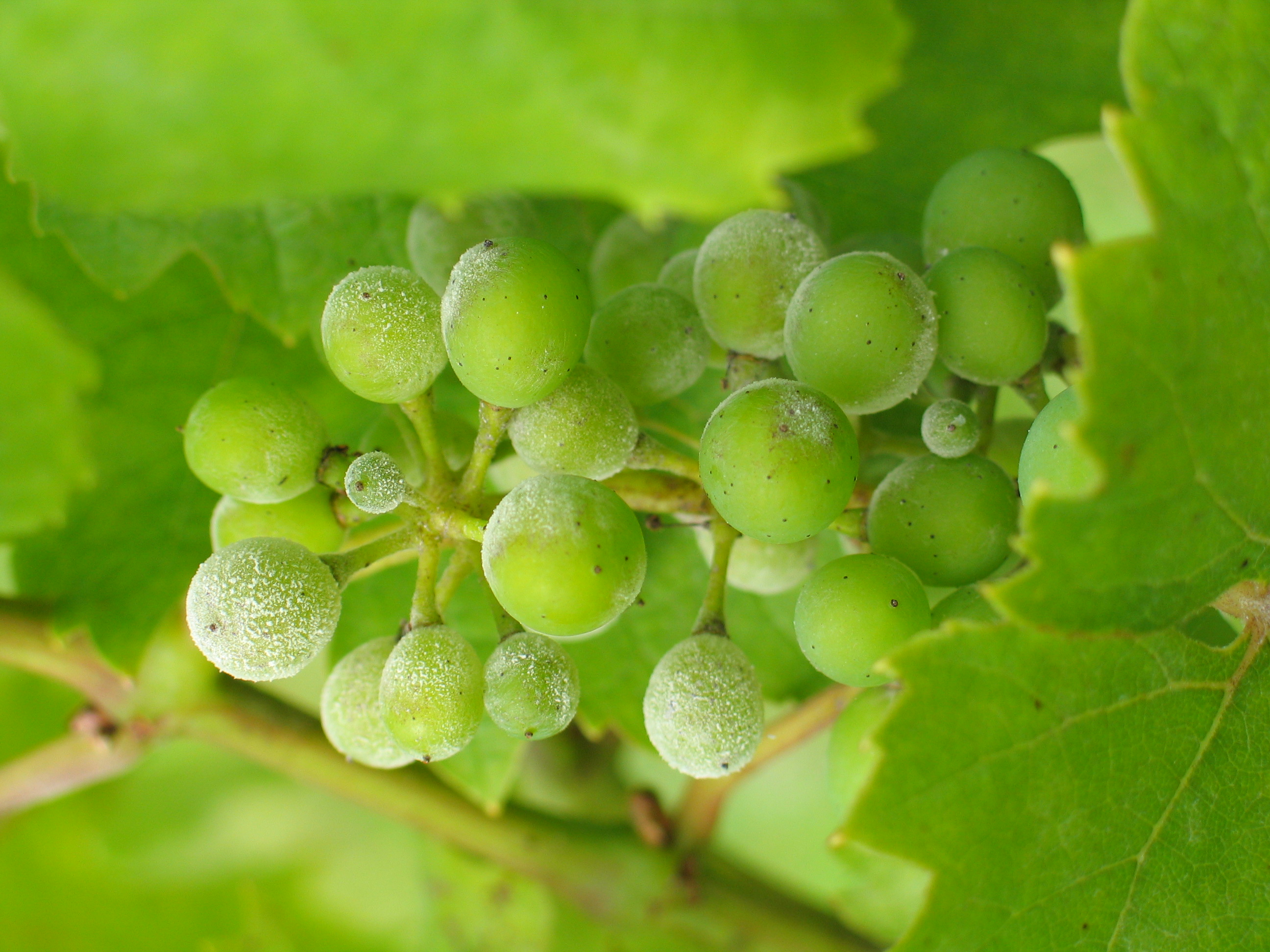
grappe de raisin vert saupoudrée d'oïdium.
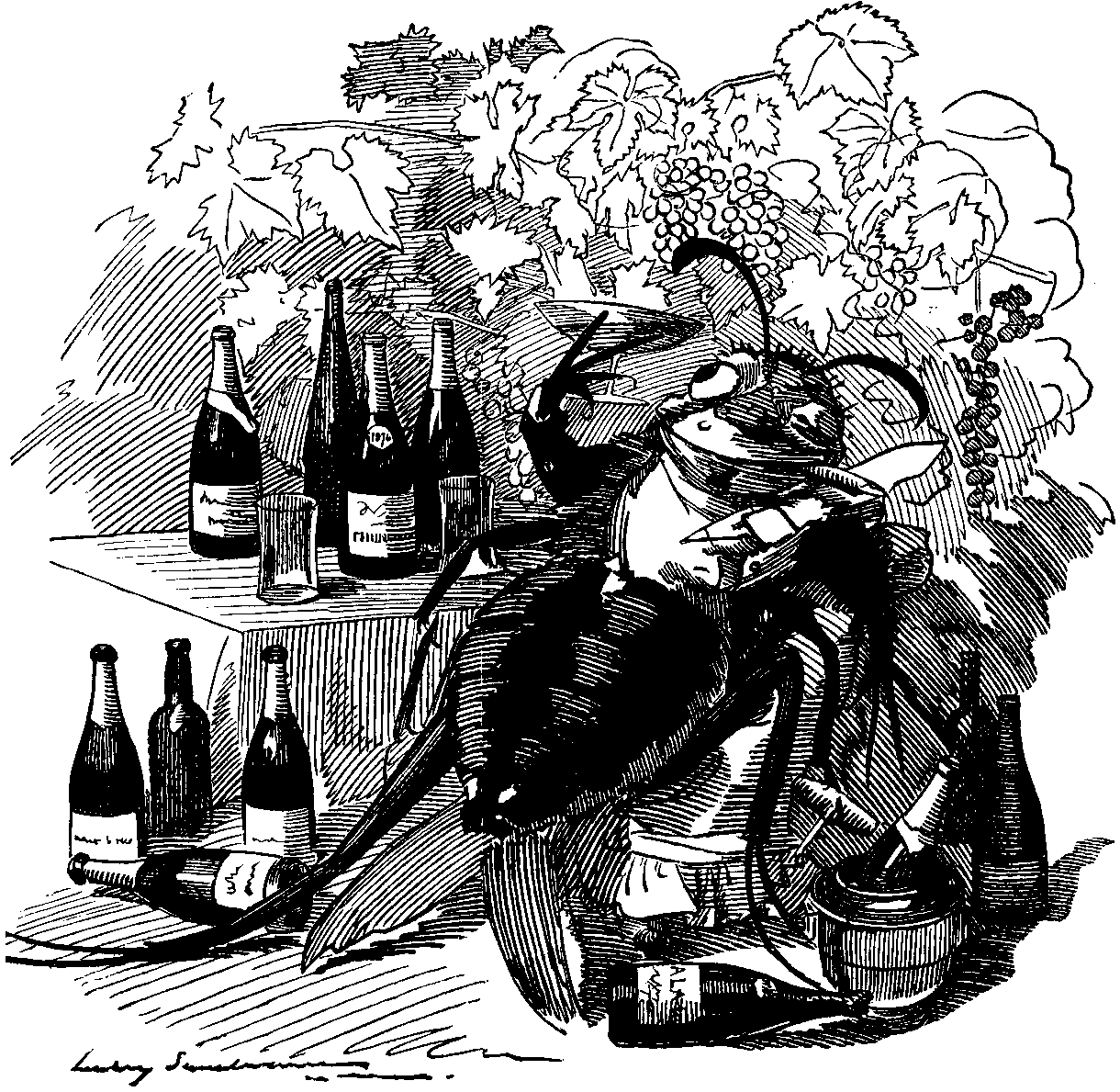
The phylloxera, a true gourmet, finds out the best vineyards and attaches itself to the best wines, dessin paru dans le Punch, 1890.
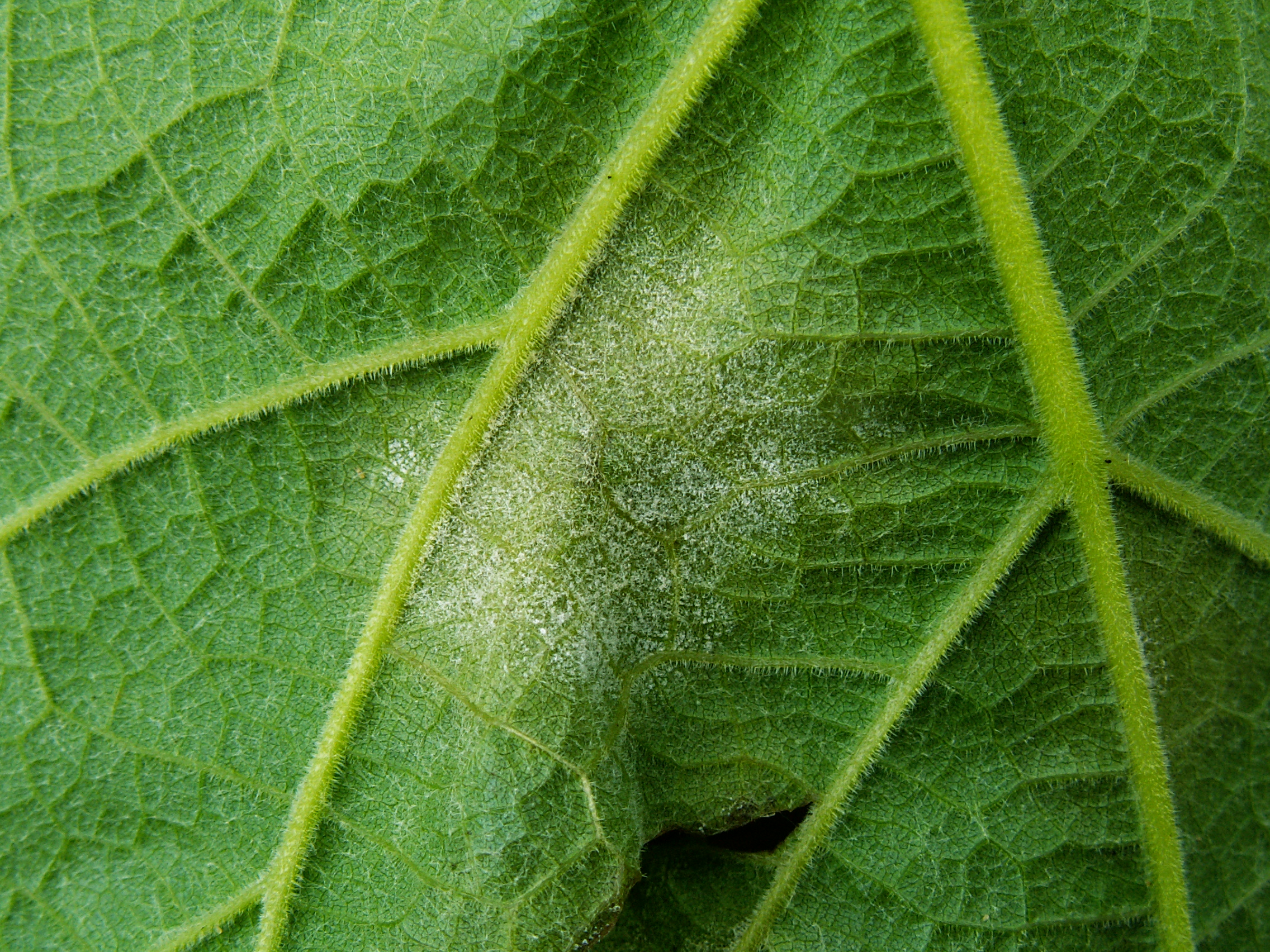
Feuille de vigne parasitée par le mildiou.
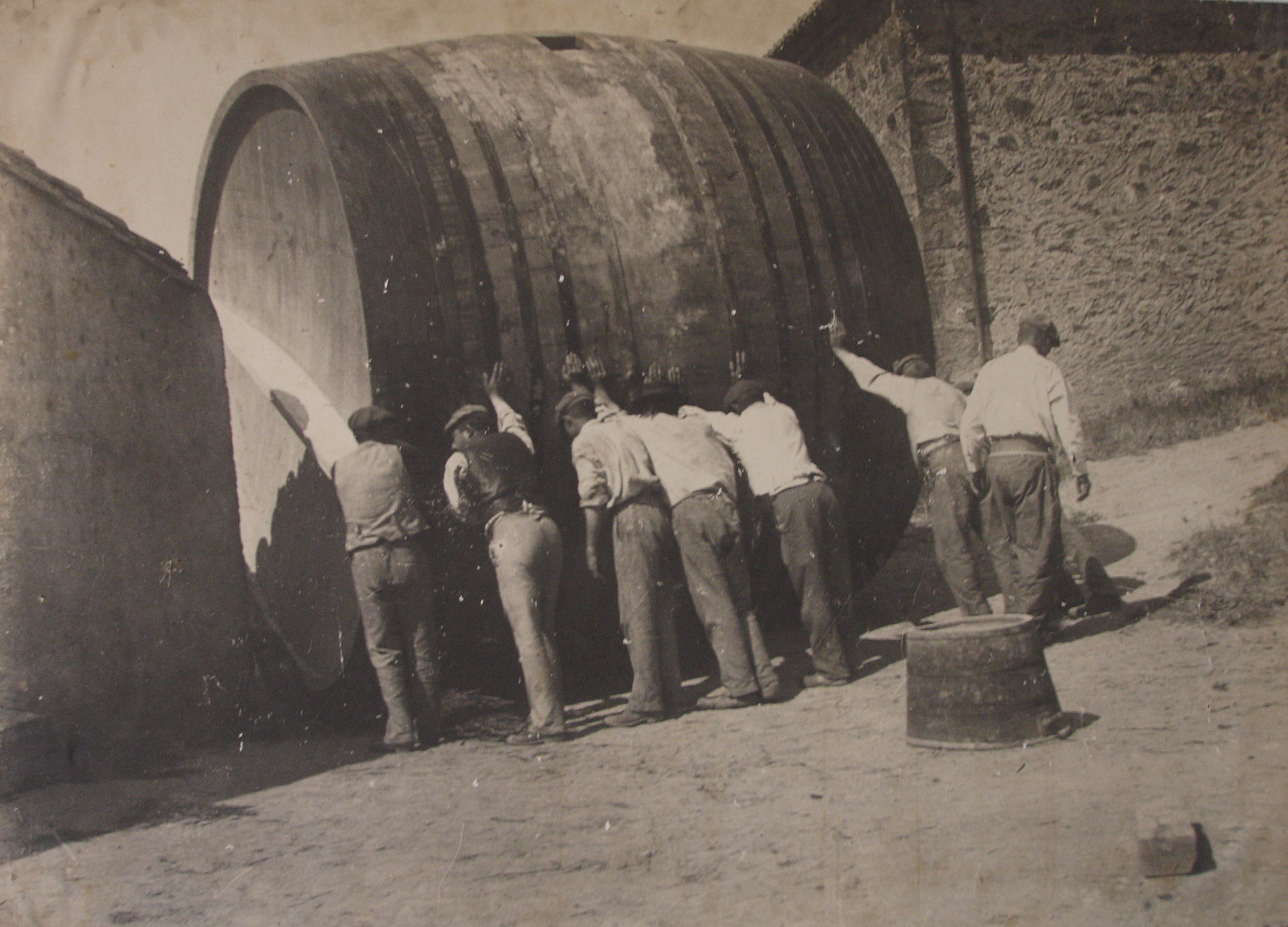
Vignerons audois entrant un foudre dans un hangar.

#### XXesiècle

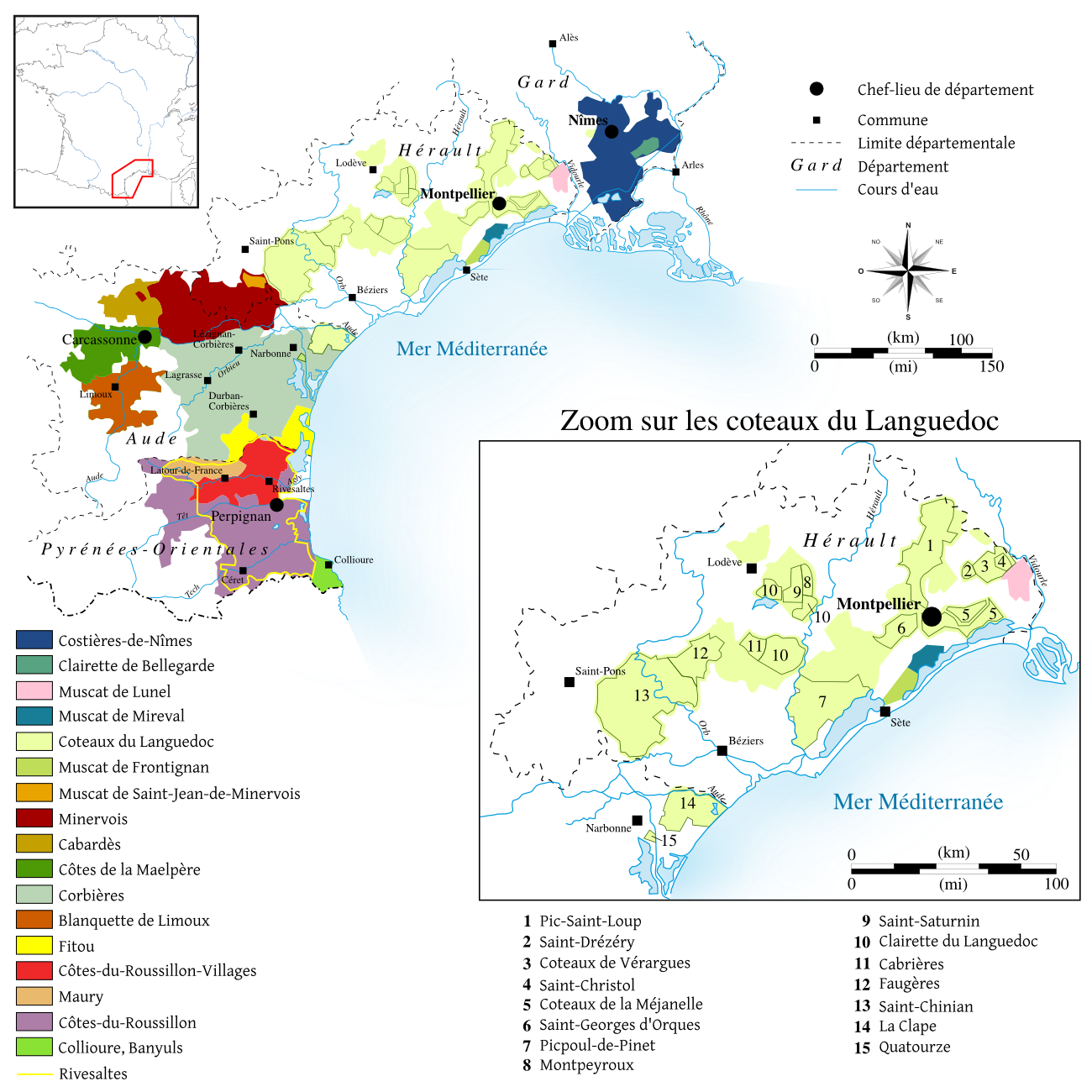
Carte du vignoble du Languedoc-Roussillon avant 2007.

Le début du XXe siècle correspond à une crise de surproduction de vins. le « gros rouge du Midi », vendu en détail au kilogramme (un « kil' de rouge ») est acheté à des prix trop bas, à cause d'une série de vendanges abondantes (1904 à 1907), d'importations de vins étrangers, sur un marché dont la consommation stagne (faible croissance démographique, lutte contre l'alcoolisme et enrichissement). S'y rajoutent des affaires de vins frelatés, allongés à l'eau, ou fabriqués à partir de raisins secs, ou encore avec du sucre de betterave et des extraits de plantes. La crise débouche sur des manifestations en 1905, qui tournent à l'émeute à Montpellier à Narbonne et à Béziers en 1907.
Le gouvernement réagit d'abord en envoyant l'armée, puis en légiférant : création des zones d'appellation d'origine et de la répression des fraudes le 1er août 1905, naissance de la déclaration de superficie et de récolte le 29 juin 1907 et des contraintes sur la circulation des vins et alcool le 15 juillet 1907.
L'Entre-deux-guerres ne voit pas de grands changements à la situation, le vignoble du Languedoc-Roussillon assure le tiers de la production française de vin en 1922, alors que la consommation baisse. En 1934, si la France produit 78,1 millions d'hectolitres de vin, elle en produit 22 millions de plus en Algérie et en importe 14,7 millions, alors qu'elle ne consomme elle-même que 62 millions d'hectolitres de vin et en exporte seulement 0,8.
L'État réagit par quelques mesure qui touchent surtout les vignerons languedociens : taxe sur les gros rendements en 1930 et interdiction des plantations en 1931. Par contre la création de l'INAO et des AOC en 1935 ne les concernent pas. Les Languedociens essayent de diversifier l'offre en proposant des raisins frais, notamment du chasselas dès le mois de juillet et en se regroupant au sein de coopératives (d'abord pour la commercialisation, puis pour la vinification).
À partir de 1950 la crise de surproduction s'amplifie en raison de la baisse de la consommation de vins courants. L'État encourage le passage d'un viticulture de masse à une viticulture de meilleure qualité en finançant des campagnes d'arrachage (ciblant les hybrides producteurs directs, ainsi que le carignan N et le cinsault N), en favorisant des cépages jugés qualitatif (notamment le grenache N et la syrah N) et en proposant des appellations avec cahier des charges contraignants.
La première reconnaissance en vin de qualité supérieure (VDQS) est celle du quatourze en 1951, suivi par une douzaine d'autres. Ils sont tous réunis au sein d'une même appellation VDQS sous le nom de « coteaux-du-languedoc » en 1960, qui s'étend sur la majeure partie des coteaux languedociens en bordure de la plaine. Le décret du 24 décembre 1985 reconnait les « coteaux-du-languedoc » comme appellation d'origine contrôlée (AOC) et fixe un cahier des charges un peu plus strict.

#### XXIesiècle
Le 30 avril 2007, l'appellation change de nom (avec mesure dérogatoire pour la vente sous l'ancien nom jusqu'au 3 mai 2012), devenant l'appellation « languedoc », étendue à presque tout le vignoble du Languedoc-Roussillon (à l'exception du Malepère, dont l'encépagement est différent). Cette nouvelle appellation régionale est encadrée par le décret du 29 octobre 2009, qui y reconnaît quinze dénominations géographiques. Le cahier des charges de l'appellation a été modifié en mai puis en novembre 2024.

## Situation géographique
Le languedoc est produit en France, dans la région Languedoc-Roussillon, sur une vaste zone traversant du nord au sud le Gard, l'Hérault, l'Aude et les Pyrénées-Orientales.

### Géologie et orographie

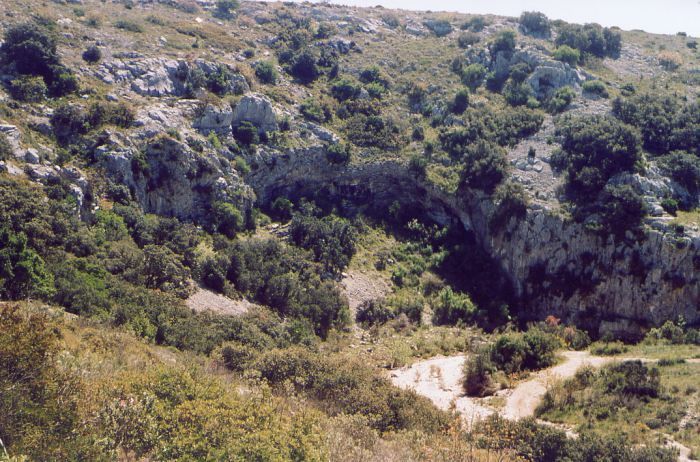
Paysage de garrigue, dans le département de l'Hérault.

L'aire d'appellation, très vaste, couvre des formations géologiques variées :
- dans sa partie nord, au pied des Cévennes, le sol est argilo-calcaire sur des roches du Jurassique plissés (exemple avec les dénominations pic-saint-loup, terrasses-du-larzac, sommières et la partie sud de l'appellation saint-chinian) ;
- la plaine du Languedoc est avant tout composée d'alluvions et de sable recouvrant des calcaires du Crétacé (dénomination picpoul de Pinet), avec quelques cas de roches volcaniques récentes (basaltes sur la dénomination pézenas) ;
- au centre du Languedoc, sur les coteaux, l'érosion a mis à nu les schistes de l'Ordovicien (exemple avec la dénomination cabrières, l'appellation faugères et la partie nord de l'appellation saint-chinian) ;
- plus au sud, le piémont de la Montagne Noire est couvert par des molasses du Bartonien, des calcaires du Lutétien et de l'Yprésien ;
- la limite entre l'Aude et les Pyrénées-Orientales est marquée par le massif des Corbières, véritable puzzle géologique où s'enchevêtre un très grand nombre de strates géologiques (schistes du Dévonien, marnes du Trias, calcaires de l'Urgonien, molasses du Lutétien et alluvions contemporains) ;
- à l'extrémité sud de l'aire d'appellation, la plaine du Roussillon est composée de molasses du Pliocène et d'alluvions sur les parties basses, mais aussi de zones aux strates verticalisées, faisant affleurer les schistes du Crétacé (près de Maury) ou le gneiss et le granite (dans le massif de l'Agly).

### Climatologie
Le climat méditerranéen règne sur l'ensemble de l'aire d'appellation, avec des nuances selon l'altitude (influence montagnarde), la proximité du golfe du Lion (qui adoucit un peu le climat), la latitude (le Roussillon est à la limite de la semi-aridité) ou la protection vis-à-vis du vent (d'ouest qui amène de l'humidité, du sud qui dessèche, du nord qui refroidit).
La station météo de Nîmes (à 59 mètres d'altitude), dans le Gard, se trouve à la limite septentrionale de l'aire d'appellation. Ses valeurs climatiques de 1961 à 1990 sont : 
| Mois                              | jan.  | fév.  | mars  | avril | mai   | juin  | jui.  | août  | sep.  | oct.  | nov.  | déc. | année |
| --------------------------------- | ----- | ----- | ----- | ----- | ----- | ----- | ----- | ----- | ----- | ----- | ----- | ---- | ----- |
| Température minimale moyenne (°C) | 2,4   | 3,4   | 5,1   | 7,8   | 11,2  | 14,9  | 17,7  | 17,2  | 14,7  | 10,8  | 5,9   | 3    | 9,5   |
| Température moyenne (°C)          | 6,3   | 7,7   | 9,9   | 12,8  | 16,6  | 20,5  | 23,7  | 23    | 20    | 15,4  | 10    | 6,9  | 14,4  |
| Température maximale moyenne (°C) | 10,3  | 11,9  | 14,7  | 17,8  | 21,9  | 26,2  | 29,8  | 28,9  | 25,3  | 20    | 14    | 10,7 | 19,3  |
| Ensoleillement (h)                | 143,5 | 147,4 | 203,1 | 227,6 | 267,8 | 310,2 | 253,8 | 315,3 | 236,6 | 186,8 | 143,9 | 133  | 2 669 |
| Précipitations (mm)               | 67,7  | 70,7  | 55,9  | 59,2  | 60,9  | 38,6  | 25,3  | 51,6  | 66,8  | 131,9 | 69,2  | 64,1 | 761,9 |

La station météo de Montpellier (à 3 mètres d'altitude), dans le département de l'Hérault, se trouve dans la partie septentrionale de l'aire d'appellation, à 20 kilomètres, mais elle est en plaine. Ses valeurs climatiques de 1961 à 1990 sont : 
| Mois                              | jan. | fév. | mars | avril | mai  | juin | jui. | août | sep. | oct.  | nov. | déc. | année |
| --------------------------------- | ---- | ---- | ---- | ----- | ---- | ---- | ---- | ---- | ---- | ----- | ---- | ---- | ----- |
| Température minimale moyenne (°C) | 2,2  | 3,3  | 4,9  | 7,8   | 11,2 | 14,6 | 17,1 | 16,7 | 14,2 | 10,6  | 5,9  | 2,8  | 9,3   |
| Température moyenne (°C)          | 6,6  | 7,8  | 9,8  | 12,6  | 16,1 | 19,9 | 22,8 | 22,2 | 19,4 | 15,4  | 10,3 | 7,2  | 14,2  |
| Température maximale moyenne (°C) | 11,1 | 12,4 | 14,7 | 17,5  | 21,1 | 15,3 | 28,4 | 27,7 | 24,7 | 20,2  | 14,7 | 11,7 | 19,1  |
| Ensoleillement (h)                | 147  | 153  | 208  | 230   | 271  | 310  | 350  | 310  | 237  | 187   | 146  | 137  | 2 686 |
| Précipitations (mm)               | 72,3 | 72,3 | 55   | 54,9  | 52,1 | 33   | 20   | 41,7 | 62,3 | 109,5 | 62,8 | 63,3 | 699,1 |

La station météo de Carcassonne (à 126 mètres d'altitude) se trouve dans le département de l'Aude, à l'extrémité occidentale de l'aire d'appellation. Ses valeurs climatiques de 1961 à 1990 sont : 
| Mois                              | jan. | fév. | mars | avril | mai  | juin | jui. | août | sep. | oct. | nov. | déc. | année |
| --------------------------------- | ---- | ---- | ---- | ----- | ---- | ---- | ---- | ---- | ---- | ---- | ---- | ---- | ----- |
| Température minimale moyenne (°C) | 2,7  | 3,7  | 4,9  | 7,4   | 10,5 | 13,8 | 16,3 | 16,1 | 13,9 | 10,7 | 6,1  | 3,5  | 9,1   |
| Température moyenne (°C)          | 5,9  | 7,2  | 9,1  | 11,7  | 15,3 | 19,1 | 22,1 | 21,5 | 19   | 14,8 | 9,6  | 6,7  | 13,5  |
| Température maximale moyenne (°C) | 9,2  | 10,8 | 13,3 | 16,1  | 20   | 24,4 | 27,9 | 26,9 | 24,1 | 19   | 13   | 9,8  | 17,9  |
| Ensoleillement (h)                | 100  | 124  | 181  | 190   | 220  | 220  | 272  | 259  | 208  | 141  | 101  | 90   | 2 106 |
| Précipitations (mm)               | 67,3 | 67,7 | 64,8 | 71,5  | 62,3 | 43   | 29,1 | 43,2 | 46,1 | 74   | 56,7 | 69,4 | 695,1 |

La station météo de Perpignan (à 42 mètres d'altitude), dans le département des Pyrénées-Orientales, se trouve à la limite méridionale de l'aire d'appellation. Ses valeurs climatiques de 1961 à 1990 sont : 
| Mois                              | jan.  | fév.  | mars  | avril | mai   | juin  | jui.  | août  | sep.  | oct.  | nov.  | déc.  | année |
| --------------------------------- | ----- | ----- | ----- | ----- | ----- | ----- | ----- | ----- | ----- | ----- | ----- | ----- | ----- |
| Température minimale moyenne (°C) | 4,1   | 5     | 6,5   | 9     | 12,2  | 15,9  | 18,6  | 18,3  | 15,7  | 12    | 7,6   | 4,9   | 10,8  |
| Température moyenne (°C)          | 8,1   | 9,1   | 10,8  | 13,4  | 16,8  | 20,7  | 23,7  | 23,2  | 20,5  | 16,4  | 11,6  | 8,8   | 15,3  |
| Température maximale moyenne (°C) | 12,1  | 13,2  | 15,2  | 17,7  | 21,4  | 25,5  | 28,8  | 28    | 25,3  | 20,7  | 15,6  | 12,8  | 19,7  |
| Ensoleillement (h)                | 147,5 | 153,2 | 206,2 | 214,2 | 240,1 | 270,6 | 313,9 | 270,7 | 217,7 | 182,3 | 147,7 | 141,9 | 2 506 |
| Précipitations (mm)               | 50,6  | 44,8  | 43,5  | 55,9  | 50,1  | 28,3  | 17,1  | 32    | 47,3  | 89,8  | 58,6  | 54,4  | 572,4 |

## Vignoble
La surface exploitée sous l'appellation languedoc correspond à une superficie de 9 522 hectares, soit seulement 3 % de l'ensemble du vignoble du Languedoc-Roussillon en 2009, et 12 % de l'ensemble des AOC du même vignoble.

### Présentation
La récolte des raisins, la vinification et l'élaboration des vins rouges et rosés sont assurées sur le territoire de 195 communes de l'Aude, 160 de l'Hérault, 122 des Pyrénées-Orientales et 19 du Gard,, soit un total de 496 communes.

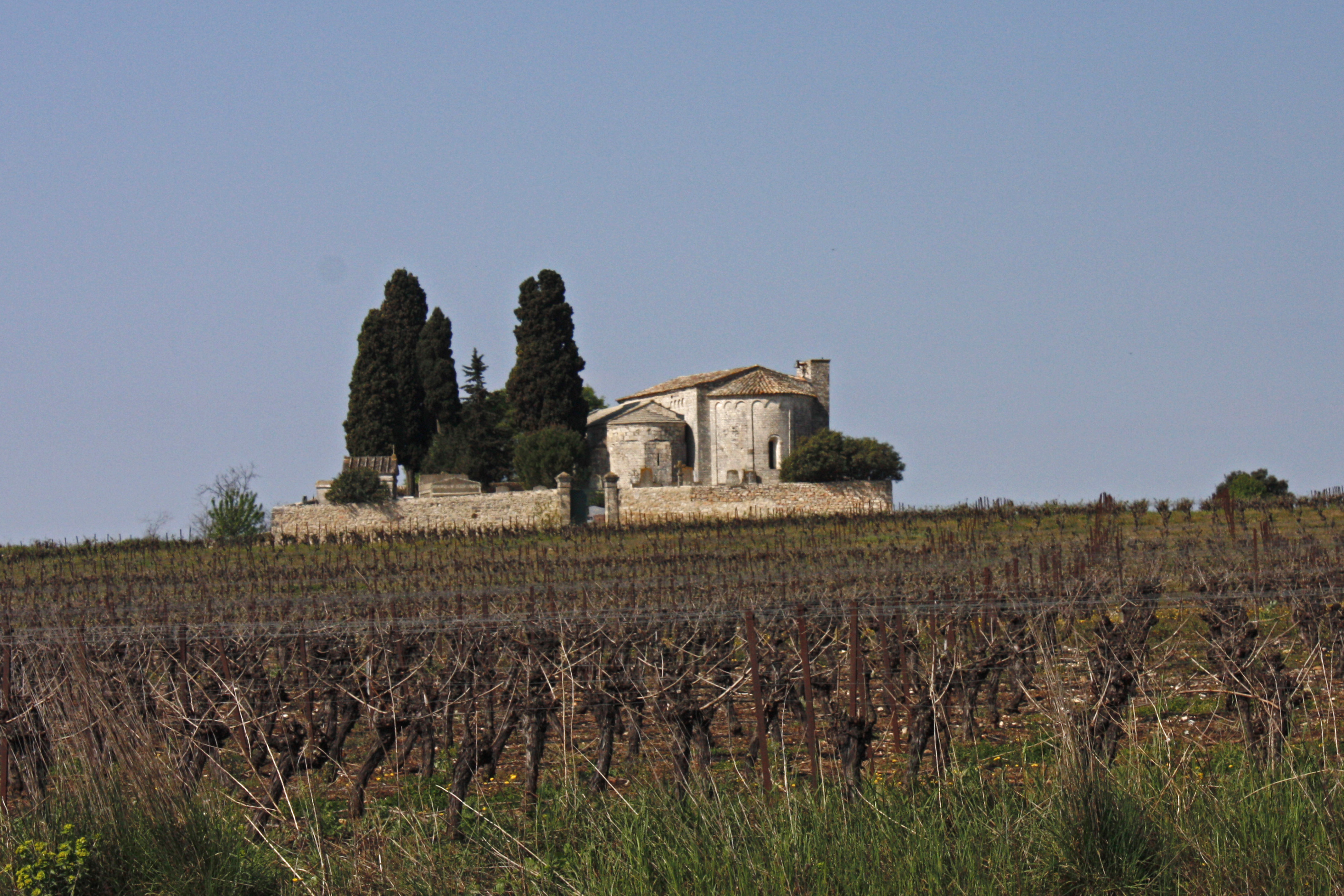
Vignes autour de la chapelle de Montredon, entre Salinelles et Sommières.

Département du Gard : Aspères, Brouzet-lès-Quissac, Calvisson, Carnas, Corconne, Crespian, Fontanès, Gailhan, Junas, Langlade, Lecques, Montmirat, Nîmes, Saint-Clément, Salinelles, Sardan, Sommières, Souvignargues et Vic-le-Fesq.

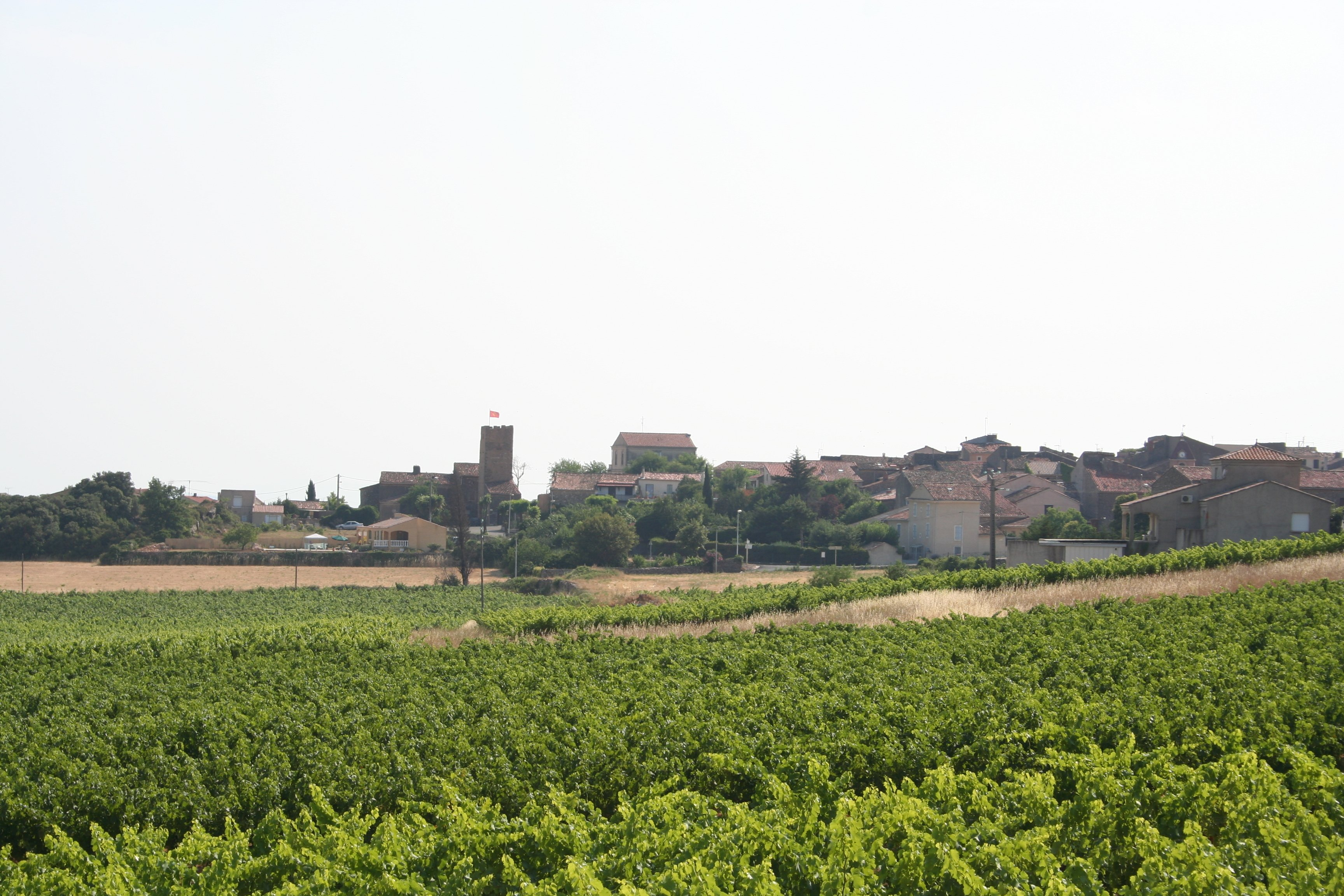
Vignes devant Assignan.

Département de l'Hérault : Adissan, Agel, Aigne, Aigues-Vives, Aniane, Arboras, Argelliers, Aspiran, Assas, Assignan, Aumelas, Autignac, Azillanet, Babeau-Bouldoux, Beaufort, Beaulieu, Berlou, Béziers, Boisseron, Le Bosc, Brissac, Cabrerolles, Cabrières, Campagne, Cassagnoles, Castelnau-le-Lez, Castries, La Caunette, Causse-de-la-Selle, Causses-et-Veyran, Caussiniojouls, Caux, Cazedarnes, Cazevieille, Cazouls-lès-Béziers, Cébazan, Cessenon-sur-Orb, Cesseras, Ceyras, Claret, Combaillaux, Cournonsec, Cournonterral, Creissan, Cruzy, Faugères, Félines-Minervois, Ferrières-Poussarou, Fontanès, Fontès, Fos, Fouzilhon, Gabian, Garrigues, Gignac, Guzargues, Jonquières, Juvignac, Lagamas, La Livinière, Laurens, Lauret, Lauroux, Lavérune, Lieuran-Cabrières, Lunel, Lunel-Viel, Les Matelles, Mauguio, Mérifons, Minerve, Montagnac, Montesquieu, Montbazin, Montouliers, Montoulieu, Montpellier, Montpeyroux, Moulès-et-Baucels, Murles, Murviel-lès-Béziers, Murviel-lès-Montpellier, Neffiès, Nissan-lez-Enserune, Nizas, Octon, Olonzac, Oupia, Paulhan, Pégairolles-de-Buèges, Pégairolles-de-l'Escalette, Péret, Pézenas, Pierrerue, Pignan, Plaissan, Poujols, Poussan, Prades-le-Lez, Prades-sur-Vernazobre, Puéchabon, Puisserguier, Quarante, Restinclières, Roquebrun, Roquessels, Roujan, Saint-André-de-Buèges, Saint-André-de-Sangonis, Saint-Aunès, Saint-Bauzille-de-la-Sylve, Saint-Bauzille-de-Montmel, Saint-Clément-de-Rivière, Saint-Chinian, Saint-Christol, Saint-Drézéry, Saint-Félix-de-Lodez, Saint-Gély-du-Fesc, Saint-Geniès-des-Mourgues, Saint-Georges-d'Orques, Saint-Guiraud, Saint-Jean-de-Cuculles, Saint-Jean-de-la-Blaquière, Saint-Jean-de-Buèges, Saint-Jean-de-Fos, Saint-Jean-de-Minervois, Saint-Mathieu-de-Tréviers, Saint-Nazaire-de-Ladarez, Saint-Pargoire, Saint-Pons-de-Mauchiens, Saint-Privat, Saint-Saturnin, Saint-Sériès, Saint-Vincent-de-Barbeyrargues, Sainte-Croix-de-Quintillargues, Saturargues, Sauteyrargues, Sauvian, Sérignan, Siran, Soubès, Sussargues, Le Triadou, Usclas-du-Bosc, Vacquières, Vailhan, Vailhauquès, Valflaunès, Vendémian, Vendres, Vérargues, Vieussan, Villeneuve-lès-Maguelonne, Villeveyrac et Villespassans.

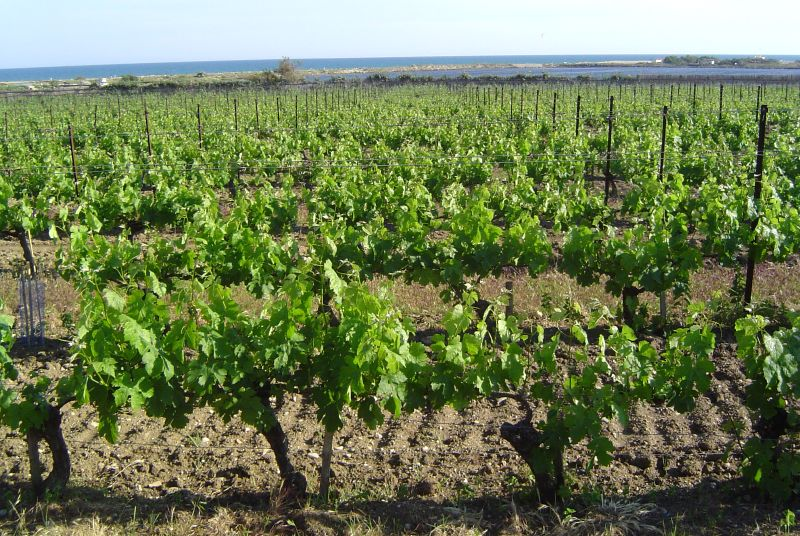
Vignes au mois de mai.

Département de l'Aude : Aigues-Vives, Ajac, Albas, Alet-les-Bains, Alzonne, Antugnac, Aragon, Argeliers, Argens-Minervois, Armissan, Arquettes-en-Val, Azille, Badens, Bages, Bagnoles, Barbaira, Bizanet, Bize-Minervois, Blomac, Bouilhonnac, Bouriège, Boutenac, Cabrespine, Campagne-sur-Aude, Camplong-d'Aude, Canet, Capendu, Cascastel-des-Corbières, Cassaignes, Castelnau-d'Aude, Castelreng, Caunes-Minervois, Caunettes-en-Val, Caves, Cépie, Comigne, Conilhac-Corbières, Conilhac-de-la-Montagne, Conques-sur-Orbiel, Couiza, Cournanel, Coustaussa, Coustouge, Cruscades, Cucugnan, Davejean, Dernacueillette, La Digne-d'Amont, La Digne-d'Aval, Douzens, Duilhac-sous-Peyrepertuse, Durban-Corbières, Embres-et-Castelmaure, Escales, Espéraza, Fa, Fabrezan, Félines-Termenès, Ferrals-les-Corbières, Festes-et-Saint-André, Feuilla, Fitou, Fleury, Floure, Fontcouverte, Fontiès-d'Aude, Fontjoncouse, Fournes-Cabardès, Fraisse-Cabardès, Fraissé-des-Corbières, Gaja-et-Villedieu, Gardie, Ginestas, Gruissan, Homps, Les Ilhes, Jonquières, Labastide-en-Val, Ladern-sur-Lauquet, Lagrasse, Laroque-de-Fa, Lastours, Laure-Minervois, Leucate, Lézignan-Corbières, Limoux, Limousis, Loupia, Luc-sur-Aude, Luc-sur-Orbieu, Mailhac, Mayronnes, Maisons, Magrie, Malras, Malves-en-Minervois, Marseillette, Mirepeisset, Montazels, Montbrun-des-Corbières, Montgaillard, Montirat, Montlaur, Montolieu, Montredon-des-Corbières, Montséret, Monze, Moussoulens, Moux, Narbonne, Névian, Ornaisons, Padern, Palairac, La Palme, Paraza, Pauligne, Paziols, Pépieux, Peyriac-de-Mer, Peyriac-Minervois, Peyrolles, Pezens, Pennautier, Pieusse, Pomas, Port-la-Nouvelle, Portel-des-Corbières, Pouzols-Minervois, Pradelles-en-Val, Puichéric, Quintillan, La Redorte, Ribaute, Rieux-en-Val, Rieux-Minervois, Roquecourbe-Minervois, Roquefort-des-Corbières, Roquetaillade, Rouffiac-d'Aude, Roubia, Rouffiac-des-Corbières, Rustiques, Saint-André-de-Roquelongue, Saint-Couat-d'Aude, Saint-Couat-du-Razès, Sainte-Eulalie, Saint-Frichoux, Saint-Hilaire, Saint-Jean-de-Barrou, Saint-Laurent-de-la-Cabrerisse, Saint-Nazaire-d'Aude, Saint-Pierre-des-Champs, Saint-Polycarpe, Sainte-Valière, Salles-d'Aude, Sallèles-Cabardès, Salsigne, La Serpent, Serres, Serviès-en-Val, Sigean, Talairan, Taurize, Termes, Thézan-des-Corbières, Tournissan, Tourouzelle, Tourreilles, Trassanel, Trausse, Trèbes, Treilles, Tuchan, Ventenac-Cabardès, Ventenac-en-Minervois, Vignevieille, Villanière, Villalier, Villar-en-Val, Villar-Saint-Anselme, Villardonnel, Villarzel-Cabardès, Villebazy, Villedubert, Villegailhenc, Villegly, Villelongue-d'Aude, Villemoustaussou, Villeneuve-les-Corbières, Villeneuve-Minervois, Villerouge-Termenès, Villesèque-des-Corbières, Villetritouls et Vinassan.
Département des Pyrénées-Orientales : Amélie-les-Bains-Palalda, Ansignan, Arboussols, Argelès-sur-Mer, Bages, Baho, Baixas, Banyuls-sur-Mer, Banyuls-dels-Aspres, Bélesta, Bouleternère, Le Boulou, Brouilla, Cabestany, Caixas, Calce, Camélas, Canet-en-Roussillon, Canohès, Caramany, Cases-de-Pene, Cassagnes, Castelnou, Caudiès-de-Fenouillèdes, Cerbère, Céret, Claira, Les Cluses, Collioure, Corbère, Corbère-les-Cabanes, Corneilla-del-Vercol, Corneilla-la-Rivière, Elne, Espira-de-Conflent, Espira-de-l'Agly, Estagel, Estoher, Felluns, Finestret, Fosse, Fourques, Ille-sur-Têt, Joch, Lansac, Laroque-des-Albères, Latour-Bas-Elne, Latour-de-France, Lesquerde, Llauro, Llupia, Marquixanes, Maureillas-las-Illas, Maury, Millas, Montalba-le-Château, Montauriol, Montescot, Montesquieu-des-Albères, Montner, Néfiach, Oms, Opoul-Périllos, Ortaffa, Palau-del-Vidre, Passa, Perpignan, Peyrestortes, Pézilla-de-Conflent, Pézilla-la-Rivière, Pia, Planèzes, Pollestres, Ponteilla, Port-Vendres, Prats-de-Sournia, Prugnanes, Rasiguères, Reynès, Rigarda, Rivesaltes, Rodès, Saint-André, Saint-Arnac, Saint-Cyprien, Saint-Estève, Saint-Féliu-d'Amont, Saint-Féliu-d'Avall, Saint-Génis-des-Fontaines, Saint-Hippolyte, Saint-Jean-Lasseille, Saint-Jean-Pla-de-Corts, Saint-Martin-de-Fenouillet, Saint-Michel-de-Llotes, Saint-Nazaire, Saint-Paul-de-Fenouillet, Sainte-Colombe-de-la-Commanderie, Saleilles, Salses-le-Château, Le Soler, Sorède, Sournia, Taillet, Tarerach, Tautavel, Terrats, Thuir, Tordères, Toulouges, Tresserre, Trévillach, Trilla, Trouillas, Villelongue-dels-Monts, Villemolaque, Villeneuve-de-la-Raho, Villeneuve-la-Rivière, Vinça, Vingrau, Vivès et Le Vivier.

### Dénominations géographiques

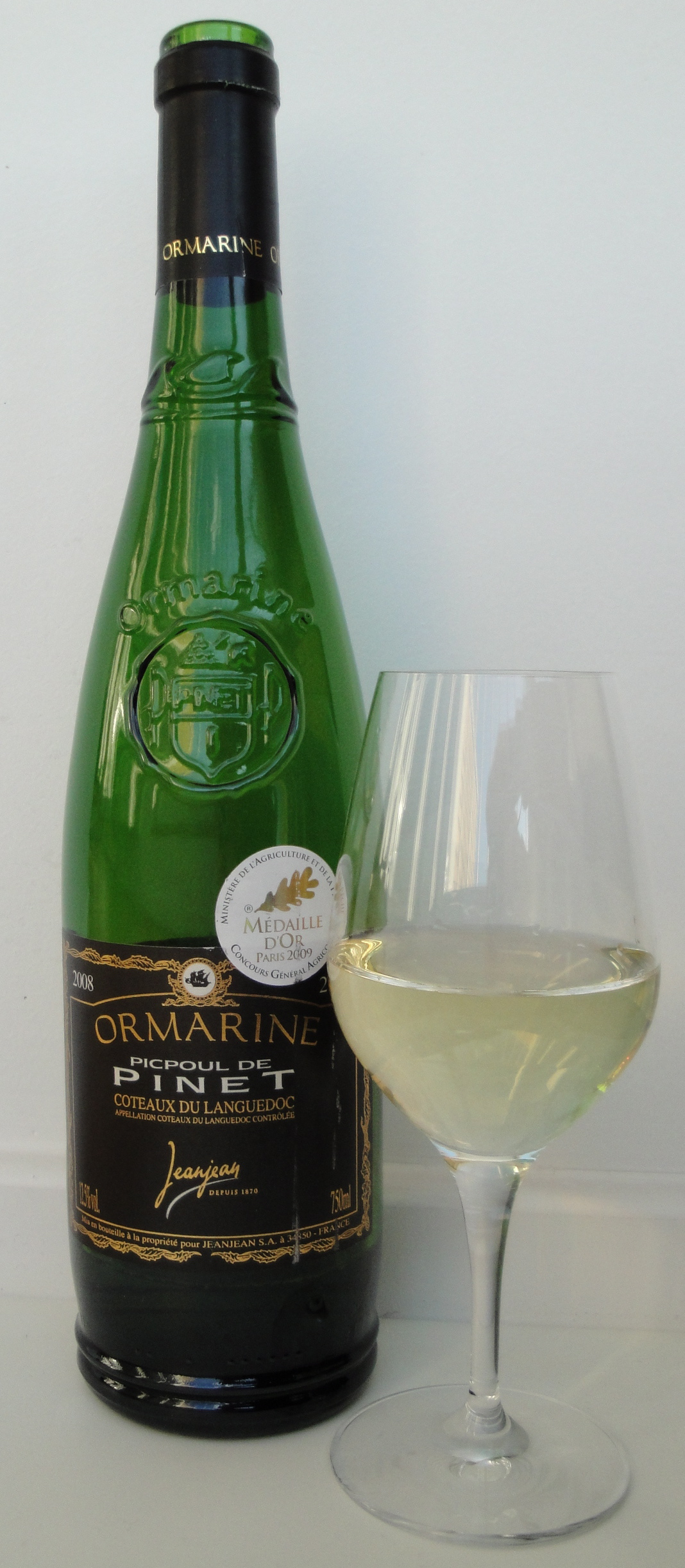
Bouteille et verre de picpoul de Pinet.

Selon le décret de 2009 définissant l'appellation languedoc, « le nom de l'appellation peut être complété par une des dénominations géographiques suivantes » :
- cabrières (commune de Cabrières) ;
- corbières ;
- la clape (communes d'Armissan, Fleury (Aude), Narbonne, Salles-d'Aude et Vinassan) ;
- grès-de-montpellier (communes de Aumelas, Assas, Beaulieu, Boisseron, Campagne, Castelnau-le-Lez, Castries, Combaillaux, Cournonsec, Cournonterral, Garrigues, Gignac, Guzargues, Juvignac, Lavérune, Lunel, Lunel-Viel, Mauguio, Montagnac, Montbazin, Montpellier, Murviel-lès-Montpellier, Pignan, Plaissan, Poussan, Prades-le-Lez, Restinclières, Saturargues, Saint-Aunès, Saint-Bauzille-de-la-Sylve, Saint-Bauzille-de-Montmel, Saint-Christol, Saint-Clément-de-Rivière, Saint-Drézéry, Saint-Geniès-des-Mourgues, Saint-Georges-d'Orques, Saint-Pargoire, Saint-Pons-de-Mauchiens, Saint-Sériès, Saint-Vincent-de-Barbeyrargues, Sussargues, Vailhauquès, Vendémian, Vérargues, Villeneuve-lès-Maguelone et Villeveyrac) ;
- la-méjanelle (ou coteaux-de-la-méjanelle : communes de Castelnau-le-Lez, Mauguio, Montpellier et Saint-Aunès) ;
- montpeyroux (communes d'Arboras et de Montpeyroux) ;
- pézenas (communes d'Adissan, Aspiran, Caux, Fontès, Fouzilhon, Gabian, Lieuran-Cabrières, Montesquieu, Neffiès, Nizas, Paulhan, Péret, Pézenas, Roujan et Vailhan) ;
- picpoul de Pinet (communes de Castelnau-de-Guers, Florensac, Mèze, Montagnac, Pinet et Pomerols) ;
- pic-saint-loup (communes de Cazevieille, Claret, Corconne, Fontanès, Lauret, Les Matelles, Sainte-Croix-de-Quintillargues, Saint-Gély-du-Fesc, Saint-Jean-de-Cuculles, Saint-Mathieu-de-Tréviers, Sauteyrargues, Le Triadou et Valflaunès) ;
- quatourze (commune de Narbonne) ;
- saint-christol (ou coteaux-de-saint-christol : commune de Saint-Christol) ;
- saint-drézéry (commune de Saint-Drézéry) ;
- saint-georges-d'orques (communes de Juvignac, Lavérune, Murviel-lès-Montpellier, Pignan, Saint-Georges-d'Orques) ;
- saint-saturnin (communes d'Arboras, Jonquières, Saint-Guiraud et Saint-Saturnin) ;
- sommières (communes d'Aspères, Brouzet-les-Quissac, Calvisson, Carnas, Crespian, Fontanès, Gailhan, Junas, Langlade, Lecques, Montmirat, Nîmes, Salinelles, Saint-Clément, Sardan, Sommières, Souvignargues et Vic-le-Fesq)
- terrasses-du-larzac (communes d'Aniane, Arboras, Argelliers, Le Bosc, Brissac, Causse-de-la-Selle, Ceyras, Gignac, Jonquières, Lagamas, Lauroux, Mérifons, Montoulieu, Montpeyroux, Moulès-et-Baucels, Murles, Octon, Pégairolles-de-Buèges, Pégairolles-de-l'Escalette, Poujols, Puéchabon, Saint-André-de-Buèges, Saint-André-de-Sangonis, Saint-Félix-de-Lodez, Saint-Guiraud, Saint-Jean-de-Buèges, Saint-Jean-de-Fos, Saint-Jean-de-la-Blaquière, Saint-Privat, Saint-Saturnin-de-Lucian, Soubès et Usclas-du-Bosc) ;
- vérargues (ou coteaux-de-vérargues : communes de Beaulieu, Boisseron, Lunel, Lunel-Viel, Restinclières, Saint-Geniès-des-Mourgues, Saint-Sériès, Saturargues et Vérargues).

#### Hiérarchie
La chambre interprofessionnelle des vins du Languedoc (CIVL) définit l'appellation d'origine contrôlée languedoc comme étant une « appellation régionale » depuis 2007, d'où une hiérarchie des AOC languedociennes que l'appellation languedoc fédère :
- des « appellations sous-régionales »,
  - six ont déjà leur AOC spécifique (saint-chinian, faugères, clairette du Languedoc, picpoul de Pinet, terrasses du Larzac et la clape),
  - trois ont le statut de dénominations géographiques au sein de l'appellation (grès-de-montpellier, pézenas et pic-saint-loup), avec dans certains cas une demande de reconnaissance en tant qu'AOC,
  - deux sont en demande de reconnaissance comme dénominations auprès de l'INAO (terrasses-de-béziers et sommières) ;
- et des « dénominations géographiques » au sein de l'AOC languedoc (cabrières, la-méjanelle, montpeyroux, picpoul de Pinet, quatourze, saint-christol, saint-drézéry, saint-georges-d'orques, saint-saturnin)[16].

### Encépagement
Les vins sont issus des cépages suivants :
- les languedoc rouges sont faits principalement avec le grenache N[N 1], le lledoner pelut N, le mourvèdre N, la syrah N et accessoirement avec le carignan N, le cinsault N, la counoise N, le grenache gris G, la morrastel N, le piquepoul noir N, le rivairenc N et le terret noir N ;
- les languedoc rosés sont faits principalement avec le grenache N, lledoner pelut N, mourvèdre N, syrah N et accessoirement avec le bourboulenc B, le carignan blanc B, le carignan N, le cinsaut N, la clairette B, la counoise N, le grenache blanc B, le grenache gris G, le macabeu B, la marsanne B, le morrastel N, le piquepoul blanc B, le piquepoul noir N, le rivairenc N, la roussanne B, le terret blanc B, le terret noir N, le tourbat B, le vermentino B et le viognier B ;
- les languedoc blancs sont faits principalement avec le bourboulenc B, la clairette B, le grenache blanc B, la marsanne B, le piquepoul blanc B, la roussanne B, le tourbat B, le vermentino B et accessoirement le carignan blanc B, le macabeu B, le terret blanc B et le viognier B[9].

Pour l'encépagement des différentes dénominations géographiques, consultez les articles détaillés consacrés à chacune d'entre elles.

#### Cépages noirs
La syrah N est le cépage le plus précoce de l'encépagement ; elle est sensible aux acariens, aux cicadelles, à la pourriture grise et à la sécheresse.
Le grenache N débourre lui aussi avant le carignan N ; il est sensible au mildiou, à la pourriture grise, aux bactéries et à la coulure mais il résiste bien à la sécheresse.
Le carignan N est un cépage vigoureux ; sensible à l'oïdium et aux cicadelles, il résiste bien à la sécheresse mais demande beaucoup de soleil pour arriver à maturité et des rendements faibles pour éviter au vin d'être dilué (les sols peu fertiles lui conviennent, tel que les schistes, les grès ou les terrasses caillouteuses). Sa présence est limitée à 40 %.
Le cinsault N est lui aussi productif ; il est sensible à l'oïdium, aux acariens, aux cicadelles et à la pourriture grise ; il résiste bien à la sécheresse mais a besoin de soleil, donc il convient aux sols secs, bien exposés et peu fertiles. Sa présence est limitée à 40 %.
Le mourvèdre N est plus tardif ; il est exigeant en soleil mais sensible à la sécheresse.

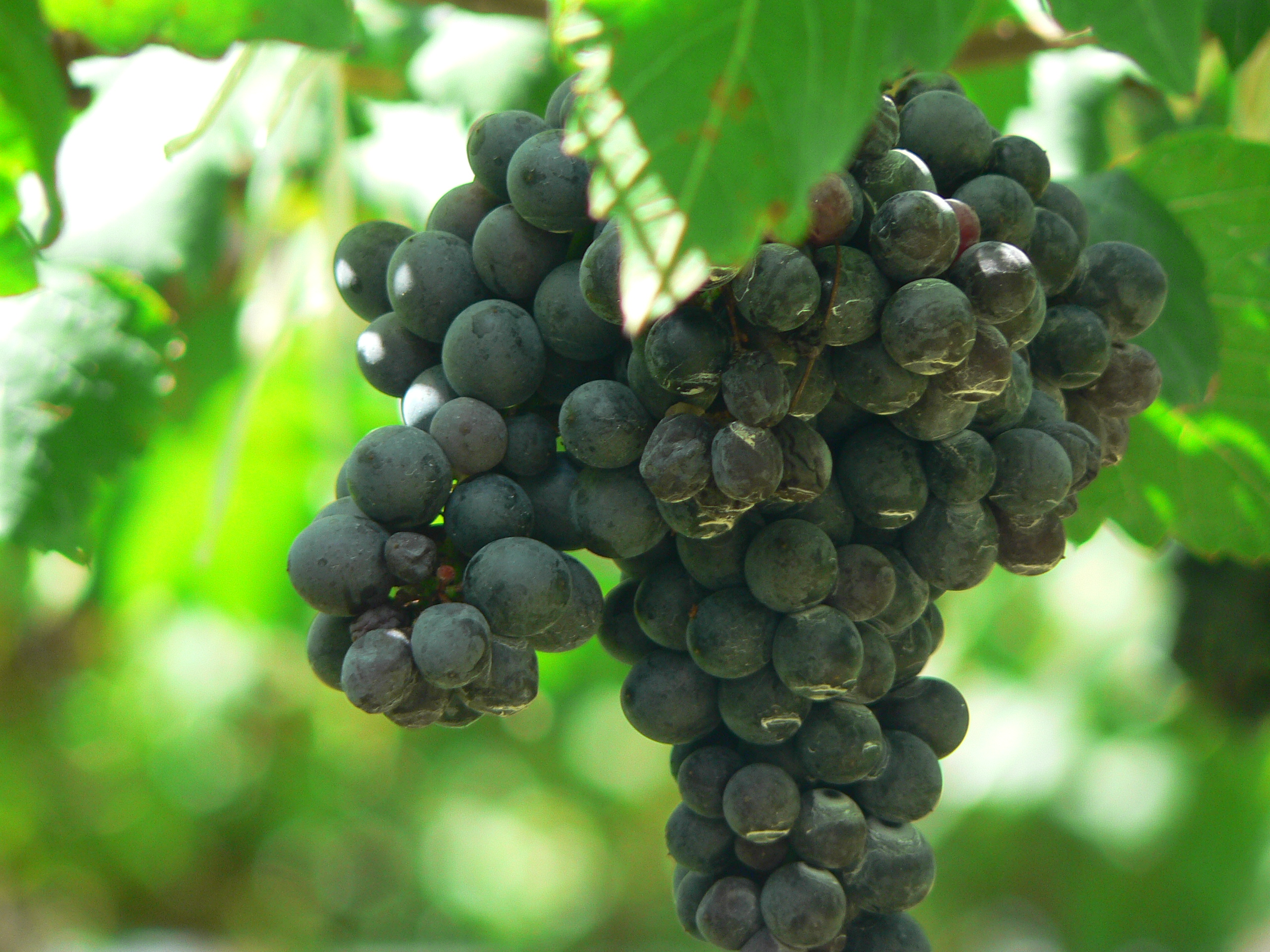
Grappe de syrah N.
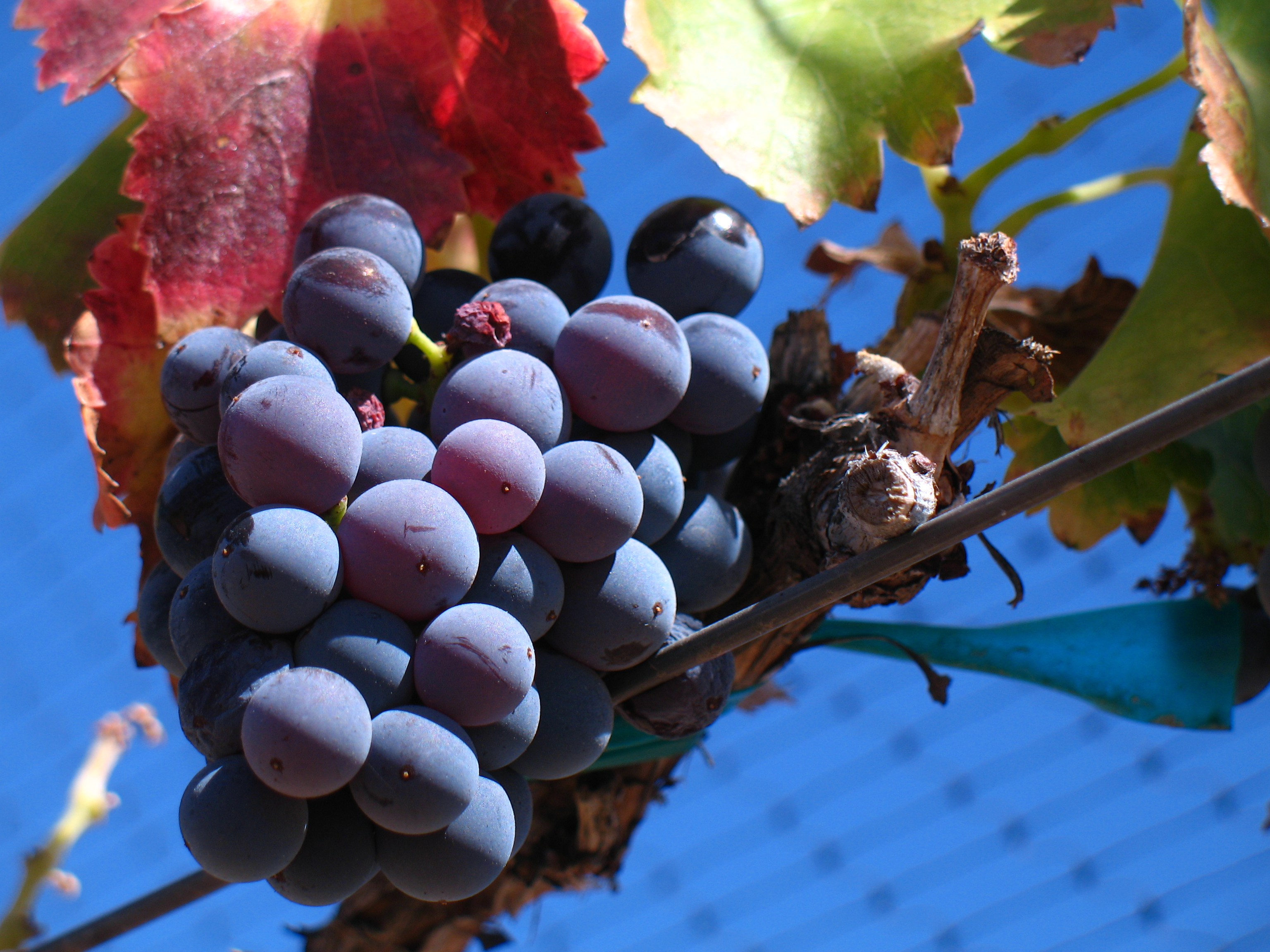
Grappe de grenache noir N.
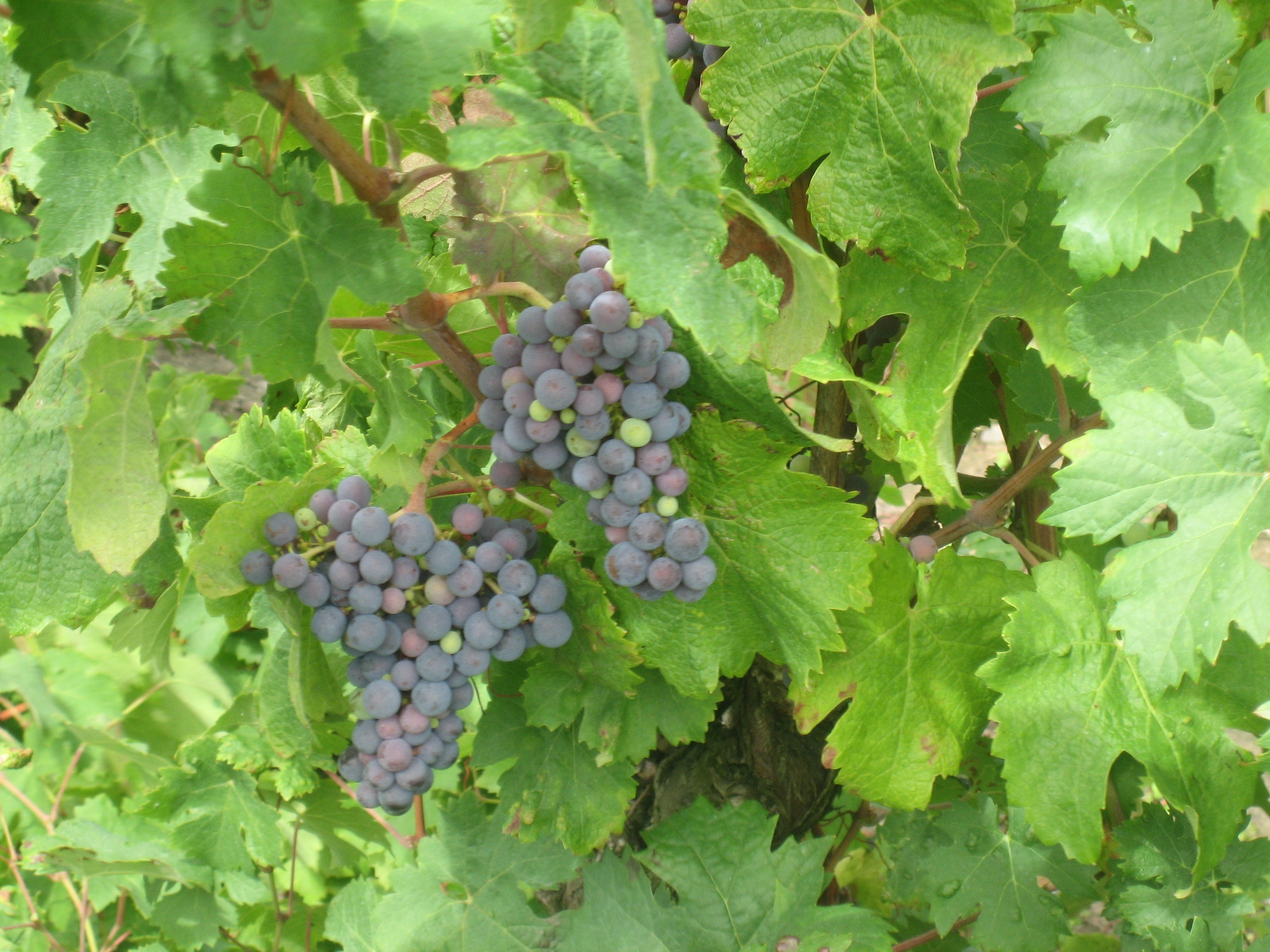
Grappes de carignan N.
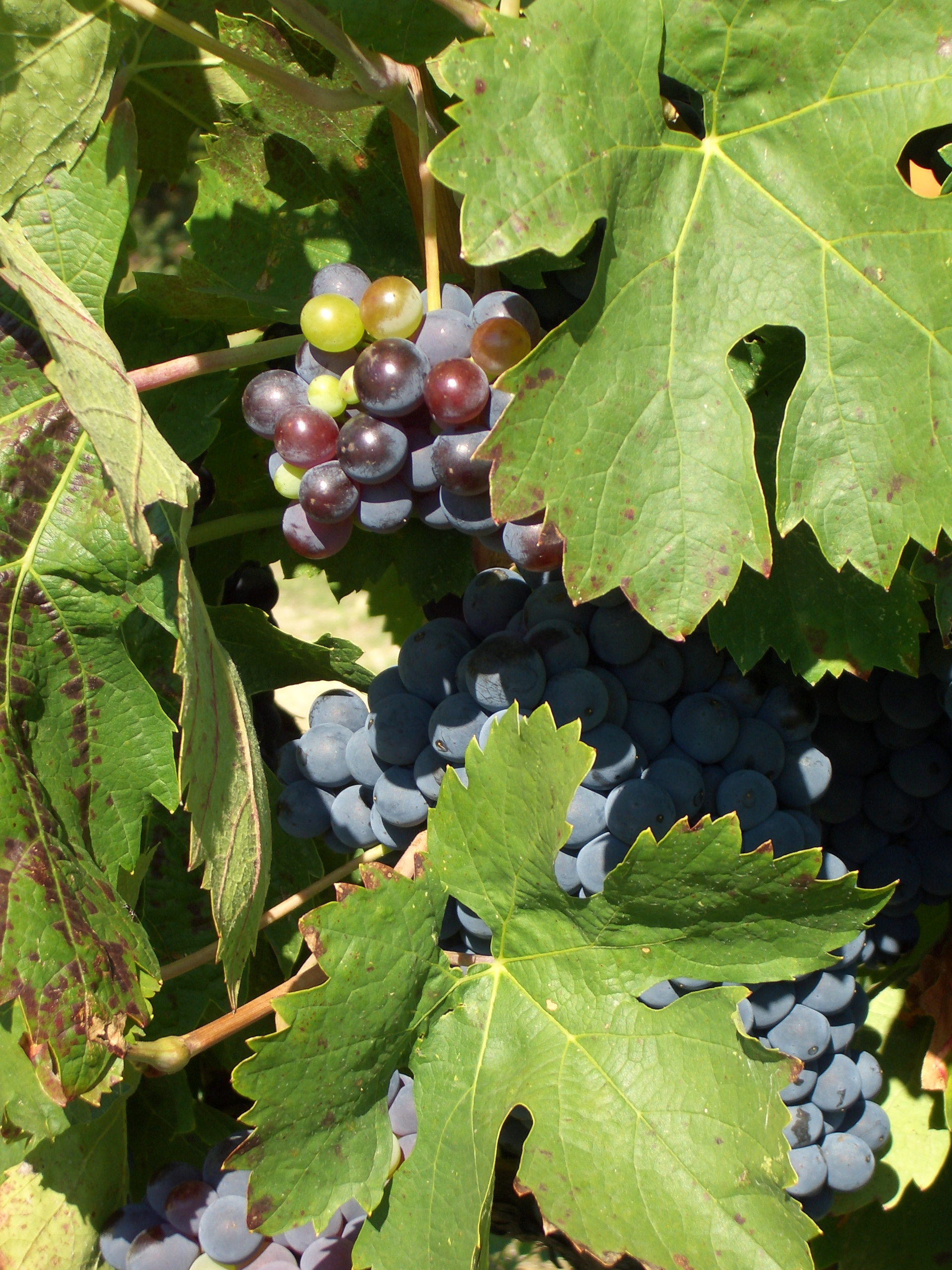
Grappe de cinsault N.
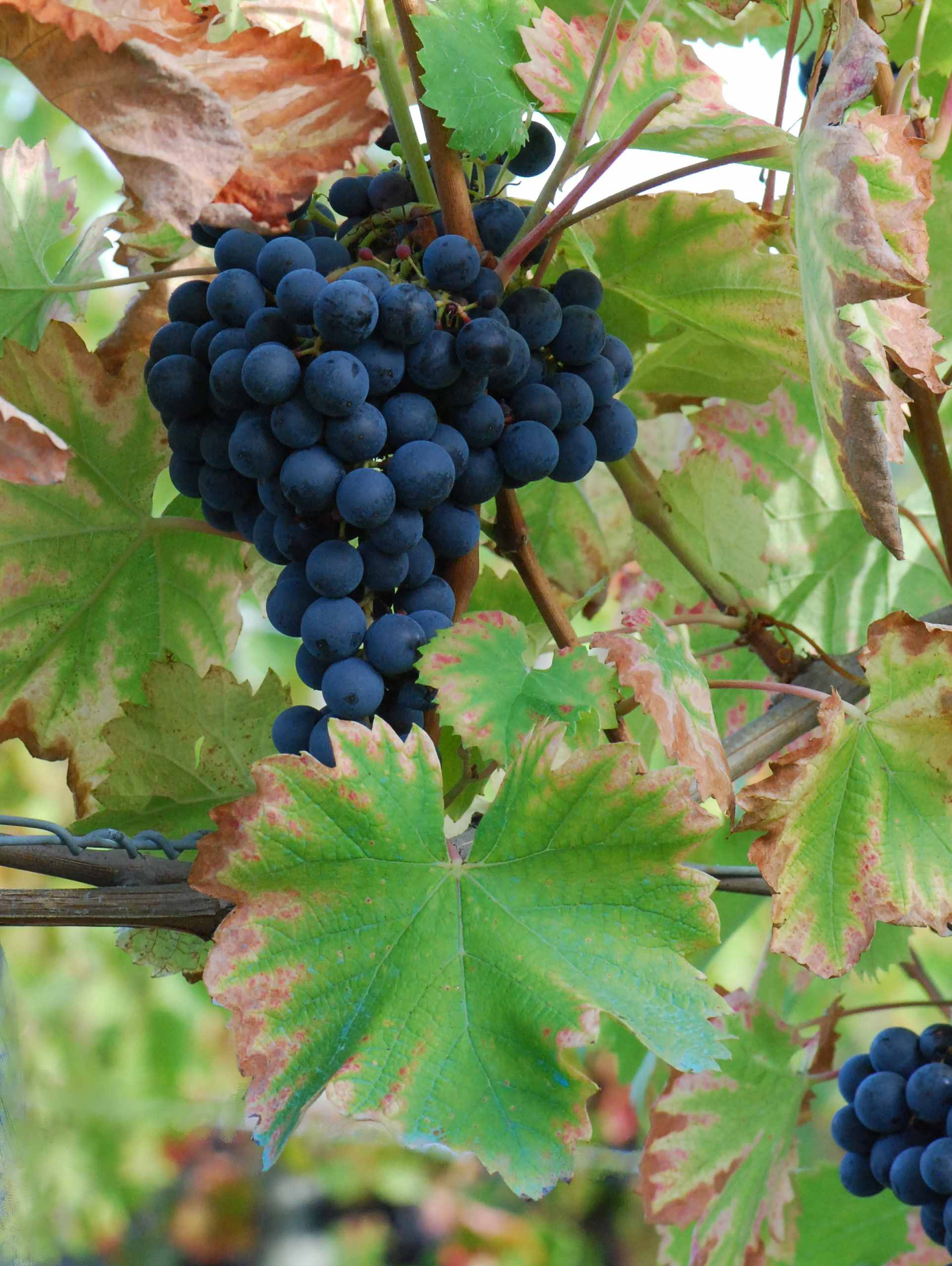
Grappe de mourvèdre N.

#### Cépages blancs
Le grenache blanc B est une variété du grenache N, donc avec les mêmes caractéristiques : il est sensible au mildiou, à la pourriture grise, aux bactéries et à la coulure mais il résiste bien à la sécheresse.
Le piquepoul blanc B est plutôt productif ; il est sensible à la pourriture grise et à l'oïdium. Sa présence est limitée à 50 %, sauf dans la dénomination picpoul de Pinet qui est mono-cépage.
Le Bourboulenc B est tardif, avec une grosse productivité et donnant peu de sucre ; il est sensible aux acariens et au mildiou.
La marsanne B est productive, sensible à la pourriture grise, à l'oïdium et à la sécheresse.
La roussanne B est un peu plus tardive que la marsanne mais tout aussi sensible à la pourriture grise, à l'oïdium et à la sécheresse.

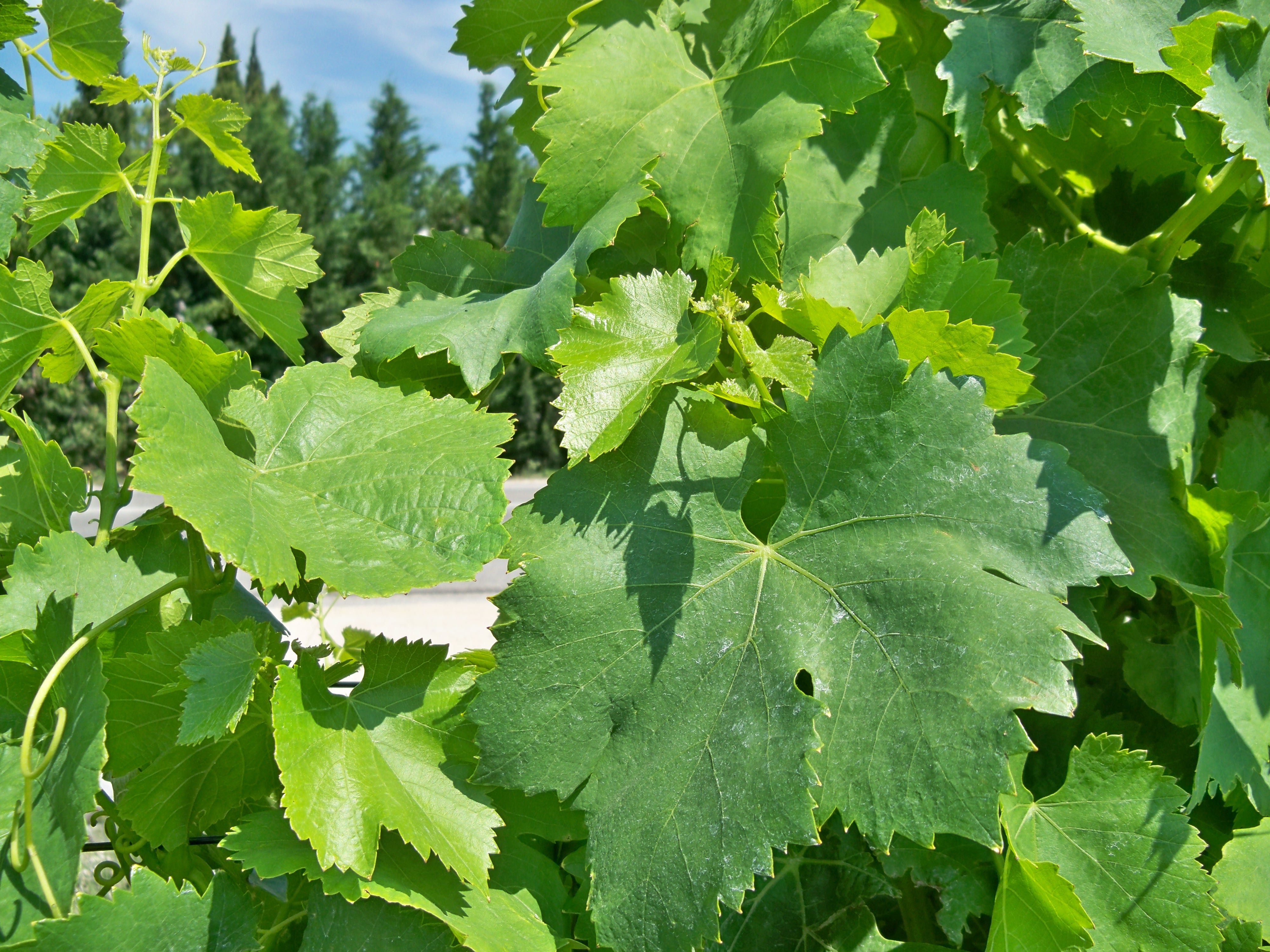
Feuilles du grenache B.
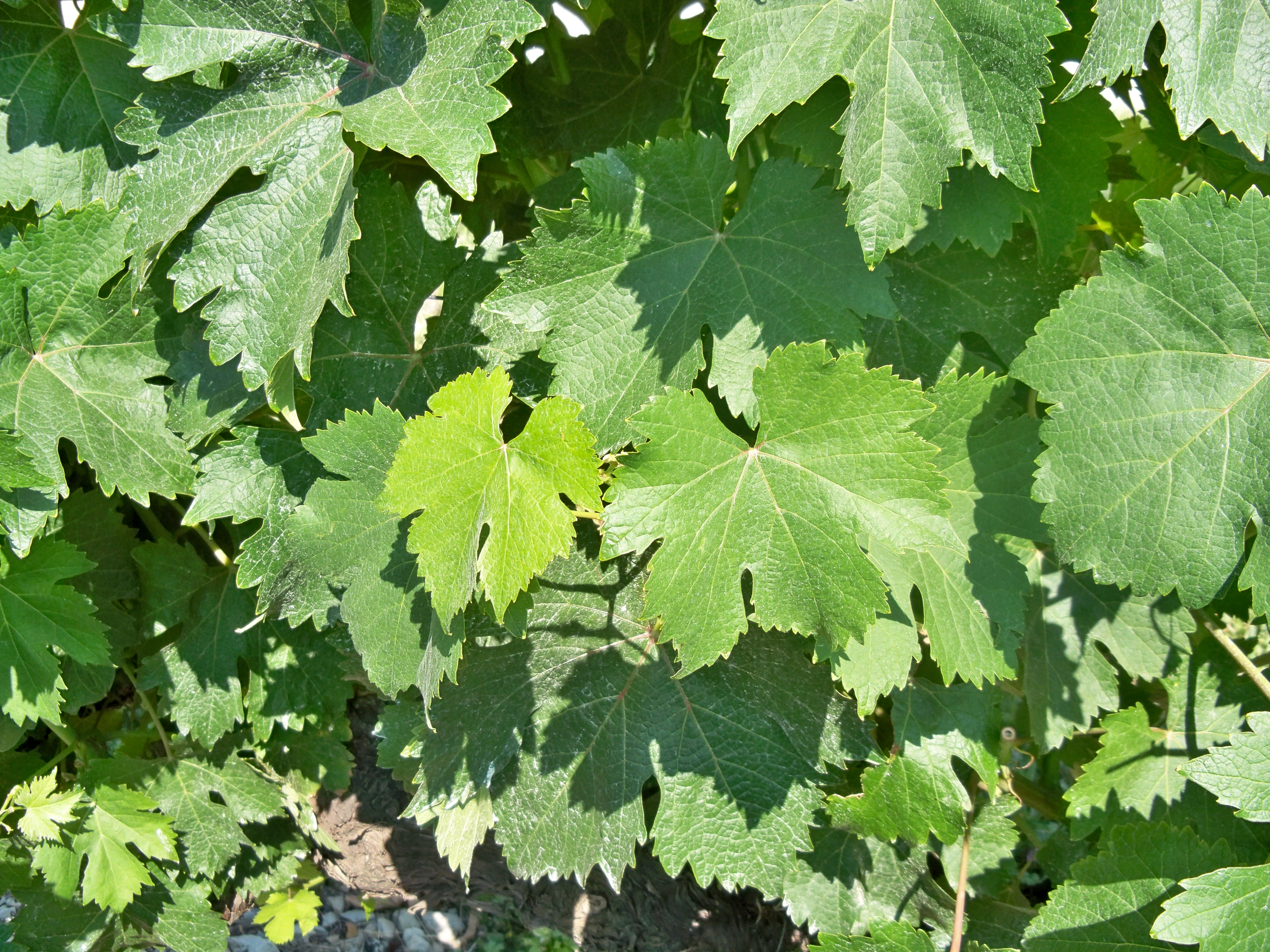
Feuilles du piquepoul B.
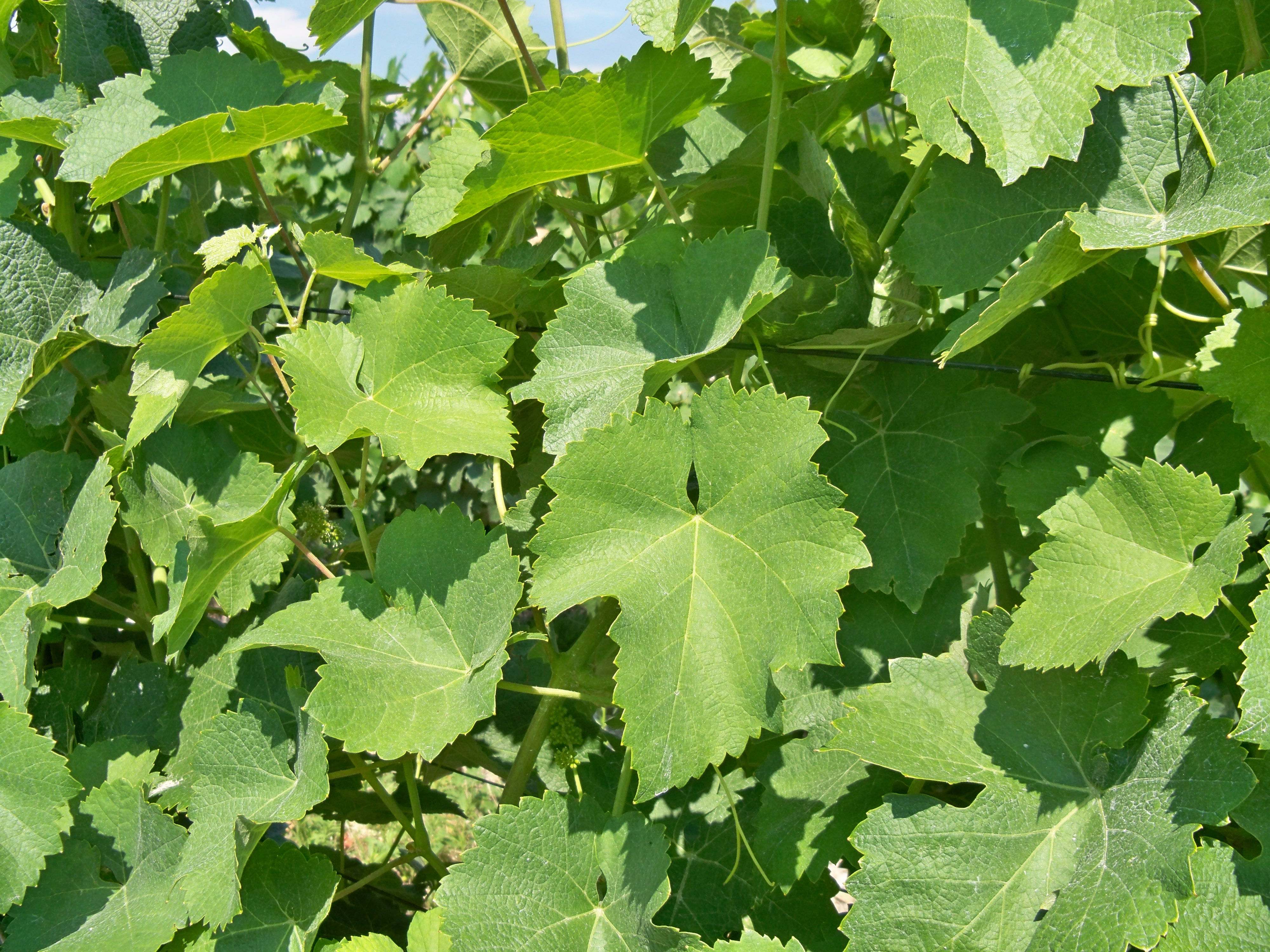
Feuilles du bourboulenc B.
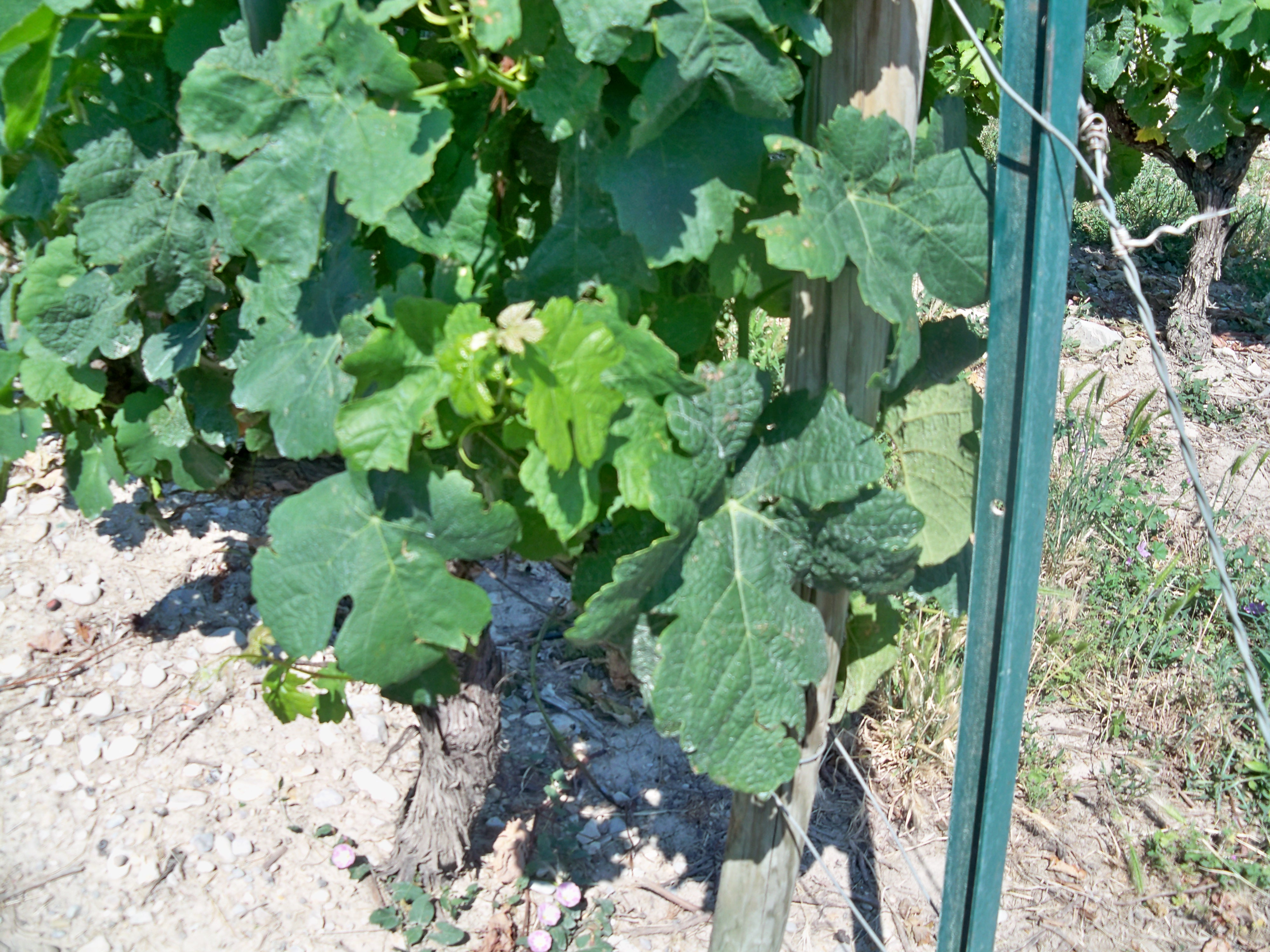
Feuilles de la marsanne B.
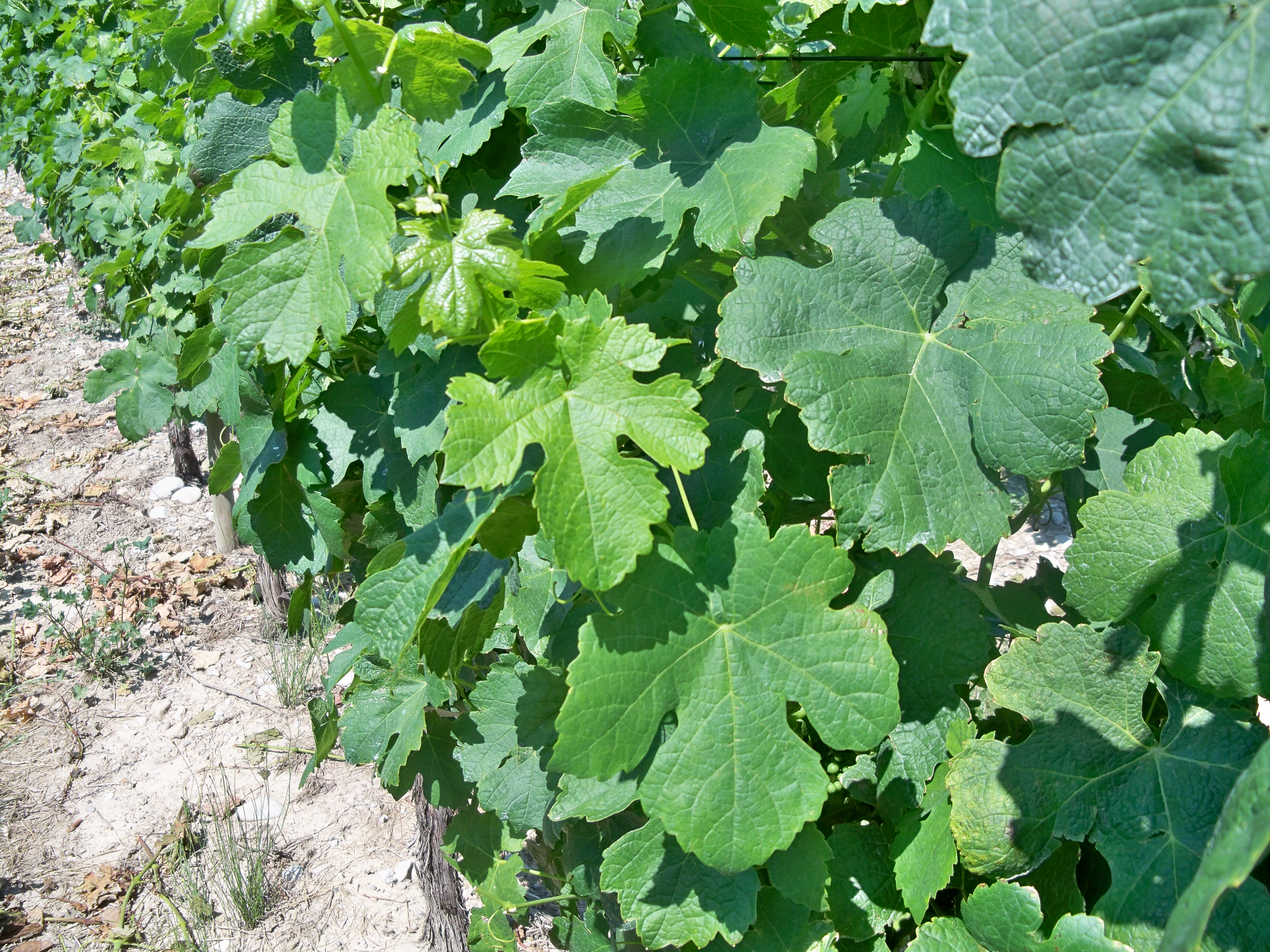
Feuilles de la roussanne B.

### Irrigation
Elle est interdite du 1er mai jusqu'à la récolte. Toutefois, le décret précise qu'elle peut être exceptionnellement autorisée. Dans ce cas, elle est réservée aux conditions particulières de sècheresse d'un millésime et peut avoir lieu du 15 juin au 15 août, ce qui correspond aux stades de développement de la vigne « fermeture de la grappe » (grains formés qui se touchent) et « véraison » (le raisin change de couleur).
Cette autorisation est demandée par l'organisme de défense et de gestion de l'appellation auprès de l'INAO, motivée par des données climatiques et de l'état des vignes qui nécessitent la mesure. Le directeur de l'INAO peut accorder la dérogation après avis du comité régional INAO de Toulouse-Pyrénées. Le viticulteur qui le juge nécessaire s'engage à déclarer les parcelles irriguées avec la surface et le cépage à l'organisme d'inspection, et le matériel d'irrigation ne doit pas être enterré.

### Rendements
Le rendement viticole est fixé à un maximum de 50 hectolitres par hectare pour les vins rouges et de 60 hectolitres par hectare pour les vins blancs. Ce rendement est abaissé à 45 hectolitres par hectare pour les dénominations grès de Montpellier, Pézenas et terrasses du Larzac.
Le rendement butoir est de 60 hectolitres par hectare en rouge, et de 70 hectolitres par hectare en blanc. Dans les cas des dénominations grès de Montpellier, Pézenas et terrasses du Larzac, le rendement-butoir est abaissé à 54 hectolitres par hectare.
Le rendement réel est inférieur, la moyenne pour l'ensemble de l'appellation est de 41 hectolitres par hectare en 2009.

## Vins
L'aire d'appellation a produit 398 780 hectolitres de vin en 2009.

### Vinification et élevage

#### En rouge
Le raisin est mis en cuve dès la réception de la vendange. Une partie peut être foulée et éraflée. L'éraflage est une pratique qui gagne du terrain, les vins gagnant en souplesse et en finesse des tanins. Les polyphénols de la rafle sont en effet rustiques et âpres.
Une partie de la vendange est vinifiée en macération carbonique : cette méthode de fermentation en grains entiers a permis de tirer un meilleur parti du carignan N.
À la fin de la fermentation alcoolique, le vin est soutiré. Le marc est pressé et le vin de presse est dégusté pour déterminer s'il est apte à être assemblé au vin de goutte. Le vin logé en cuve effectue la fermentation malolactique. Elle transforme l'acide malique à deux groupes carboxyle, en acide lactique qui n'en comporte qu'un. L'opération conduit à une désacidification naturelle du vin ; elle arrondit le vin, le rend plus souple et moins âpre.
Le vin fini est élevé quelques mois. Selon le produit recherché, cet élevage peut se faire en cuve, en barrique ou en foudre de bois de chêne.

#### En rosé
La vinification en rosé se produit par macération, limitée dans le temps, de cépages à pellicule noire avec possible ajout de cépages blancs. Le vin rosé n'a pas de définition légale mais ses techniques de vinification sont très strictes et n'autorisent en rien le mélange de vins rouge et blanc en Europe. Il y a trois techniques pour en produire :
- la première technique se fait par saignée : c'est le jus qui s'égoutte sous le poids de la vendange, entre 20 et 25 %, et qui va macérer durant 3 à 24 heures avant d'être soutiré de la cuve (ce qui permet de concentrer le restant de la cuve pour faire un rouge plus puissant).
- La seconde technique est le pressurage direct ; une vendange bien mûre de certains cépages pourra colorer le jus et sa vinification se fait en blanc.
- La troisième technique implique une courte macération à froid.

Ces trois méthodes sont complémentaires car le jus de goutte (première méthode) et le jus de presse (seconde méthode) sont en général assemblés. Obtenu par ces trois types de vinification où la maîtrise des températures est une nécessité, un vin rosé a une robe qui s'apparente à celle d'un vin rouge très clair, avec le fruit et la fraîcheur des vins blancs.

#### En blanc
À l'arrivée au chai, le raisin blanc est généralement éraflé. Il peut aussi être foulé pour favoriser l'extraction du jus. Le pressurage sépare moût et marc. Une stabulation à froid permet un débourbage pour éliminer les particules potentiellement génératrices de mauvais goûts. Il est ensuite mis en cuve pour y effectuer la fermentation alcoolique. Le vin fini est stabilisé sans faire la fermentation malolactique.

### Gastronomie

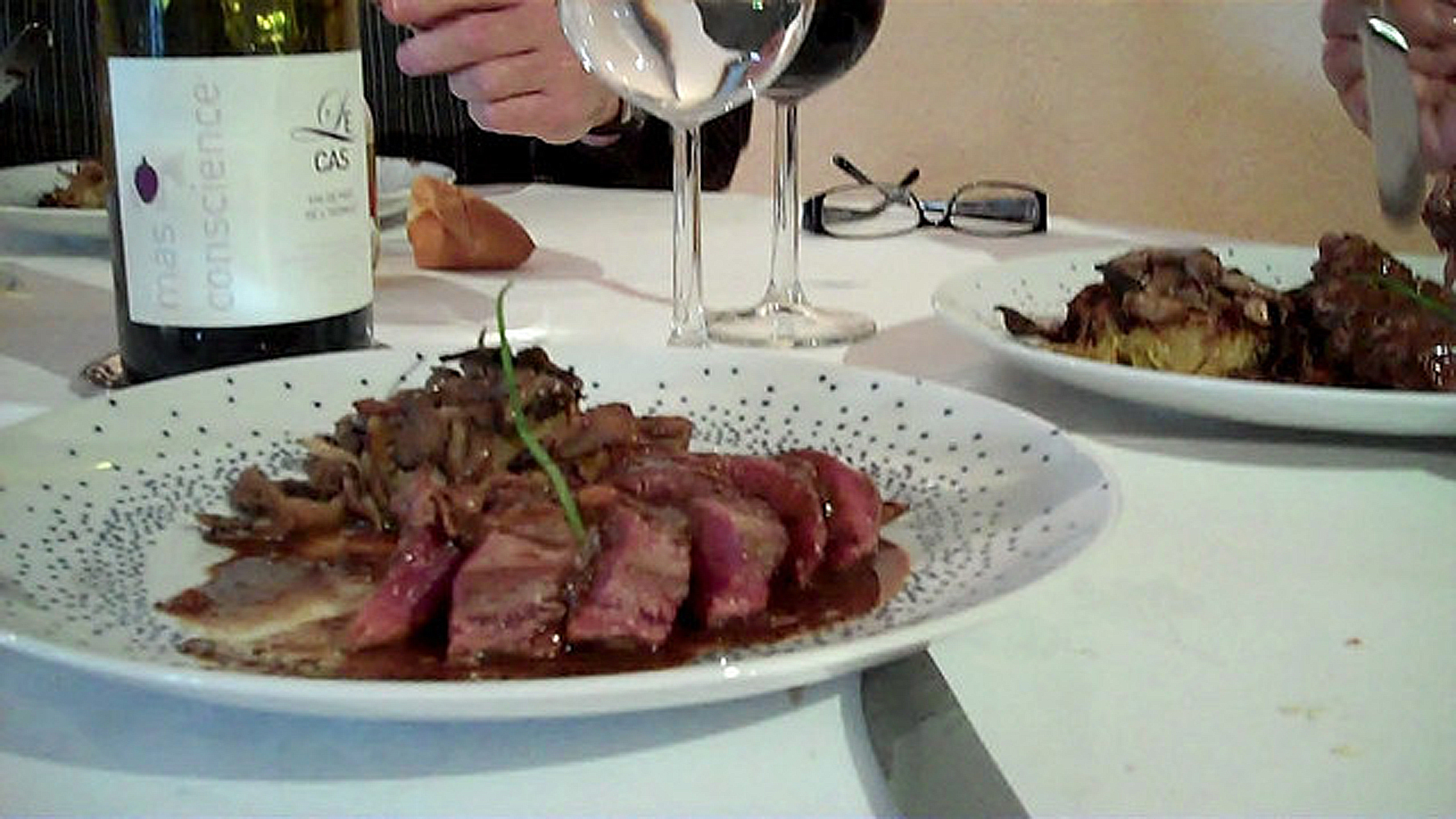
Canard au sang accompagné d'un vin rouge des terrasses du Larzac.

Les caractéristiques d'un languedoc varient selon son terroir : le type de vin varie considérablement selon les cépages utilisés en assemblage, selon les habitudes du lieu, les goûts et façons du producteur, les rendements pratiqués, le type de sol, la situation climatique cette année-là, etc.
En général, les rouges ont une robe rouge carmin, parfois profonde quand la macération est longue. Le nez est souvent dominé par le fruité (évoquant la framboise ou le cassis) sur la jeunesse, ou par les épices et le poivre (quand le carignan et la syrah ont été vinifiés en macération carbonique) ; en vieillissant, il évolue en rappellant le cuir, les fruits secs ou les amandes grillées. La bouche est un peu fermée et tannique les premières années. Ils ne sont pas des vins de garde, mais il leur faut deux à quatre ans pour s'arrondir, certains pouvant se garder jusqu'à huit ans ; à servir entre 15 à 17 °C (pas plus chaud).
Les languedocs rosés ont une robe rose pâle ; un nez floral (acacia) ou fruité (cerise burlat) ; une bouche ronde et souple.
Les blancs ont une robe jaune paille ; un nez plutôt fruité (abricot, ou agrumes), voire d'infusion des garrigues, d'épices douces, ou de miel ; une bouche fraîche. Ils sont à boire jeunes, ainsi que pas trop frais, entre 10 à 12 °C.

### Types d'exploitations

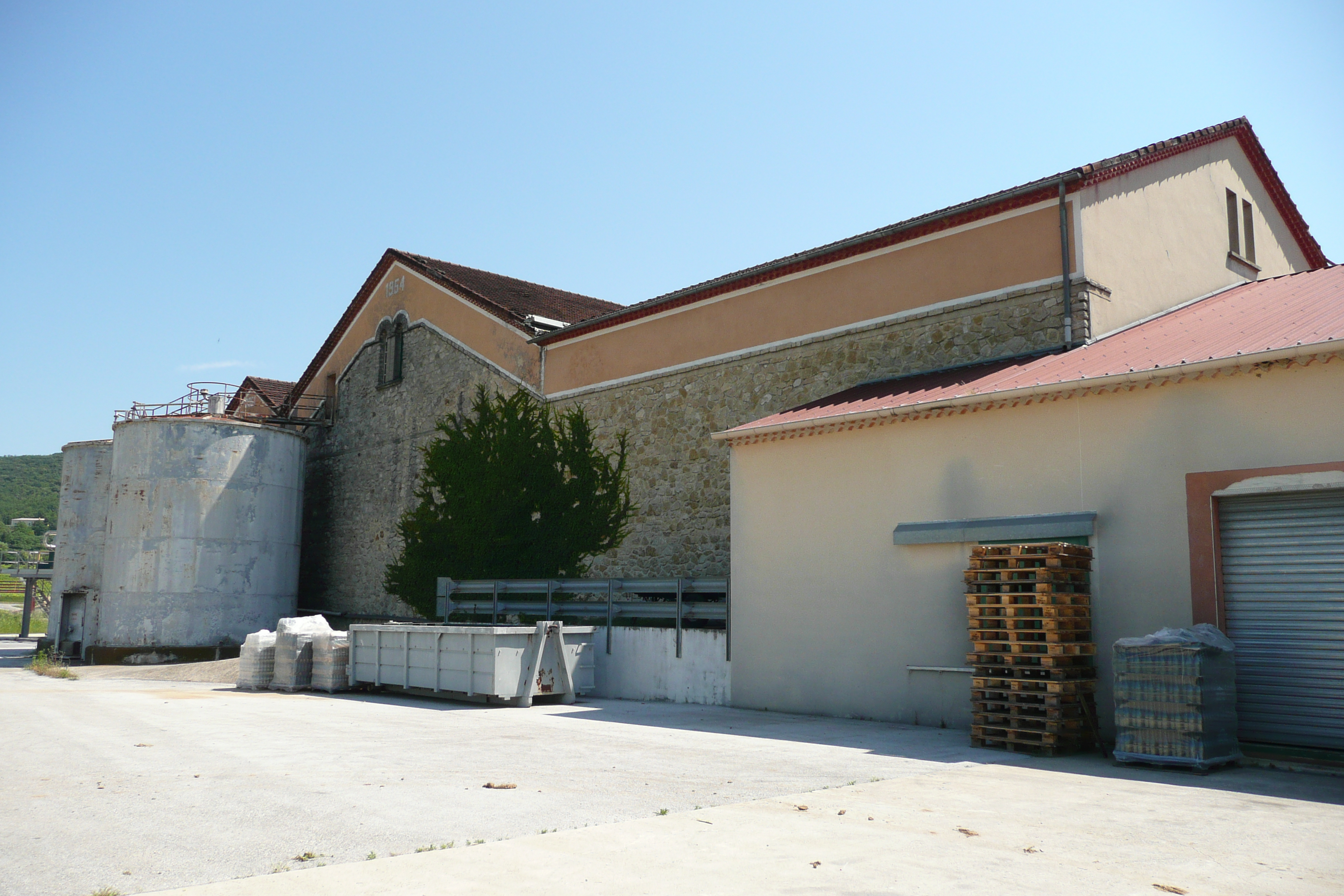
coopérative de Saint-Gély-du-Fesc.

Le socle de la filière viti-vinicole languedocienne est constitué par les propriétaires-récoltants. Il se subdivise en caves particulières, qui vinifient et vendent directement leur production, et caves coopératives où les adhérents confient la vinification et la commercialisation à des techniciens salariés. Les vignerons en caves indépendantes constituent un groupe assez diversifié où se retrouvent « des propriétés familiales de plus ou moins grande taille transmises de génération en génération, de grandes entreprises propriété de grands groupes nationaux ou internationaux et de nouveaux exploitants, fréquemment issus d’une reconversion professionnelle et adoptant souvent des modes de production alternatifs (travail en biodynamie par exemple) ». La coopération viticole regroupe les petits producteurs puisque « basée sur le principe de la mutualisation des coûts de production et apportant un soutien financier, administratif et technique aux vignerons, les caves coopératives permettent chaque année à de nombreux vignerons de faire face à des situations parfois difficiles ou à de nouveaux de s’installer ; et dans tous les cas de mener à bien leur projet professionnel ». Leur rôle est important au niveau de la qualité (formation technique, encépagement, conduite de la vigne, contrôle de maturité des raisins, etc), de l'économie (importants volumes traités et grande capacité de stockage) et de la commercialisation (réseaux de vente en France et en l'international, fournisseurs du négoce).